# Kane (wrestler)
Glenn Thomas Jacobs, meglio conosciuto con il ring name Kane (Torrejón de Ardoz, 26 aprile 1967), è un wrestler, attore e politico statunitense, sindaco della contea di Knox, dal 1º settembre 2018.
Jacobs iniziò la sua carriera nel wrestling nel circuito indipendente nel 1992 e lottò in diverse federazioni, principalmente nella Smoky Mountain Wrestling e nella giapponese Pro Wrestling Fujiwara Gumi, prima di unirsi nel 1995 alla World Wrestling Federation/Entertainment. Interpretò il ruolo di diversi personaggi fino al 1997, anno in cui adottò definitivamente quello di Kane, il fratellastro mascherato di The Undertaker, con il quale ebbe faide e fece coppia nel tag team The Brothers of Destruction.
Poco dopo il debutto, divenne un personaggio cardine per la compagnia durante l'Attitude Era alla fine degli anni novanta e all'inizio degli anni duemila, sconfiggendo Steve Austin (il volto della federazione di quel periodo) a King of the Ring 1998 in un first blood match con in palio il WWF Championship nel suo primo main event di un pay-per-view.
Nel 2015, l'amministratore esecutivo della WWE Triple H definì Kane «la costante» per le sue «sempre grandi prestazioni sul ring», Ric Flair  invece lo definì il "migliore al mondo" e il suo ex tag team partner Big Show lo definì "miglior big man di sempre".
Con il personaggio di Kane vinse diciannove titoli, di cui tre titoli mondiali, avendo detenuto il WWF Championship, l'ECW Championship e il World Heavyweight Championship. È anche un dodici volte campione di coppia, avendo detenuto per nove volte il World Tag Team Championship, una volta il WCW Tag Team Championship e due volte il WWE Tag Team Championship con diversi compagni. Tra gli altri titoli vinse una volta l'Hardcore Championship, due volte l'Intercontinental Championship ed una volta il 24/7 Championship. Vinse inoltre l'edizione 2010 del Money in the Bank. Jacobs è al secondo posto per il maggior numero di partecipazioni ai pay-per-view della federazione (176), il record di partecipazioni al royal rumble match (20), il record di partecipazioni consecutive (13) e di eliminazioni totali (46). Nel 2021 è stato introdotto nella WWE Hall of Fame.
Nel circuito indipendente e con i ring name Doomsday e Unabomb vinse rispettivamente l'USWA Heavyweight Championship e il SMW Tag Team Championship (con Al Snow).
Dopo alcuni anni di interessamento alla politica, nel 2017 scese in campo tra le file del Partito Repubblicano, candidandosi come sindaco della contea di Knox, Tennessee. Dopo aver vinto le primarie del 1º maggio del 2018, fu eletto il 2 agosto successivo con il 67% dei voti ed entrò in carica il 1º settembre dello stesso anno. Il 4 agosto 2022 fu riconfermato per un secondo mandato.

## Biografia
Glenn Jacobs nacque a Torrejón de Ardoz, figlio di un ufficiale della United States Air Force di stanza in Spagna. Crebbe nelle vicinanze di Saint Louis, Missouri e si laureò in letteratura inglese alla Northeast Missouri State University, dove fu anche membro delle squadre di basket e football americano.

## Carriera nel wrestling

### Circuito indipendente (1992–1995)
A seguito di un grave infortunio al ginocchio lasciò la carriera nel football americano e decise di entrare nel mondo del wrestling, di cui era grande fan fin da ragazzino. Si avvicinò a una federazione locale, la World League, dove conobbe Dutch Mantel, che lo avviò nel circuito indipendente. Successivamente entrò nella Malenko Wrestling Academy, gestita da Dean Malenko e dal padre Boris. Dopo alcuni mesi in cui combatté in Giappone nella Pro Wrestling Fujiwara Gumi, federazione a carattere shoot in cui lottò con il suo vero nome e in alcune federazioni di Porto Rico. Debuttò nel wrestling professionistico nel 1992 con il ring name Angus King. Successivamente si trasferì nel sud degli Stati Uniti e adottò varie gimmick, tra cui Doomsday e Christmas Creature. Nel 1993 passò alla Smoky Mountain Wrestling, esibendovisi con il ring name Unabomb. In questa federazione conquistò il SMW Tag Team Championship insieme a Al Snow nel tag team The Dynamic Duo. Durante il successivo periodo trascorso nella United States Wrestling Association, lottò ancora con il personaggio di Doomsday e conquistò l'USWA Heavyweight Championship. Il 2 marzo 1993 lottò anche un match nella World Championship Wrestling con il ring name Bruiser Mastino, dove fu sconfitto in pochi minuti da Sting e il 20 ottobre dello stesso anno, lottò un dark match con il suo vero nome a WWF Superstars, show della World Wrestling Federation, dove sconfisse Mike Bell.

### World Wrestling Federation/Entertainment (1995–presente)

#### Primi anni e varie gimmick (1995–1997)
Debuttò nella World Wrestling Federation il 20 febbraio 1995 come Mike Unabomb in un dark match di Raw, dove sconfisse Reno Riggins. Interpretò il personaggio fino al 4 agosto, senza mai apparire in televisione. Nella puntata di Superstars of Wrestling del 15 agosto, interpretò la gimmick heel di Isaac Yankem, dentista personale di Jerry Lawler, in un dark match perso per count out contro Bret Hart ed effettuò il debutto televisivo il 27 agosto nel corso del pay-per-view SummerSlam sempre contro Hart, venendo sconfitto per squalifica a causa dell'intervento di Lawler. Dopo aver perso uno Steel Cage match ancora contro Bret Hart a ottobre, partecipò alle Survivor Series come membro del Team Royals (Yankem, Hunter Hearst Helmsley, Jerry Lawler e King Mabel), ma venne eliminato da The Undertaker, che vinse il match per il Team Darkside (The Undertaker, Savio Vega, Fatu e Henry O. Godwinn). Alla Royal Rumble 1996 entrò con il numero ventisette, ma fu eliminato da Shawn Michaels dopo aver eliminato Fatu. Combatté l'ultimo match come Yankem il 12 settembre 1996, in un house show a Johannesburg, dove perse contro Henry O. Godwinn.
Il 23 settembre 1996 fu introdotto da Jim Ross come Diesel, sostituendo Kevin Nash, da poco passato alla World Championship Wrestling. Il falso Diesel fece il suo debutto il 6 ottobre vincendo un match contro Aldo Montoya. A partire dal 3 novembre Fece coppia con Rick Bogner (che interpretava Razor Ramon, in sostituzione di Scott Hall andato in WCW insieme a Nash) e affrontarono Owen Hart e British Bulldog a In Your House 12: It's Time in un match valido per il WWF Tag Team Championship, che venne però mantenuto dai campioni. Prese parte alla Royal Rumble 1997, rimanendo uno degli ultimi tre wrestler rimasti prima di essere eliminato da Bret Hart. Lottò l'ultimo match come Diesel il 12 aprile 1997, in un tag team match con Leif Cassidy perso contro la Legion of Doom.
In attesa di una nuova gimmick, lottò due match al di fuori della WWF, precisamente nell'allora federazione satellite della stessa, la United States Wrestling Association: il primo ancora come Diesel, dove perse contro il suo vecchio compagno di tag team, il falso Razor Ramon; l'altro come Doomsday, match in cui sconfisse Spellbinder per l'USWA Southern Heavyweight Championship.

#### Esordio di Kane e faida con The Undertaker (1997–1998)

Kane nel 1998

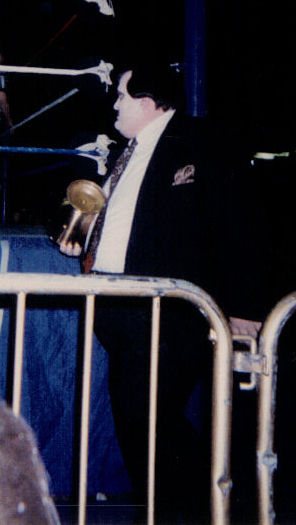
Paul Bearer, padre di Kane secondo la kayfabe

La gimmick più nota tra quelle interpretate da Jacobs è quella di Kane, il fratellastro di The Undertaker, desideroso di vendetta verso quest'ultimo dopo essere rimasto gravemente ustionato nell'incendio della propria casa provocato dal fratello; Kane indossava una maschera per nascondere il suo volto deturpato, aveva delle evidenti turbe psichiche nate in seguito all'incidente, un modo di comportarsi alquanto singolare e non parlava. Il suo esordio avvenne il 5 ottobre 1997 al pay-per-view Badd Blood: In Your House: in quell'occasione, accompagnato dallo storico ex-manager di Undertaker Paul Bearer, entrò nel ring (dopo aver strappato a mani nude la porta d'ingresso della gabbia) durante il primo Hell in a Cell match della storia tra Undertaker e Shawn Michaels; Kane colpì un incredulo Undertaker con una Tombstone Piledriver, regalando la vittoria a Michaels. Alle Survivor Series, lottò nel suo primo match e sconfisse Mankind, e a No Way Out of Texas: In Your House sconfisse anche Vader.

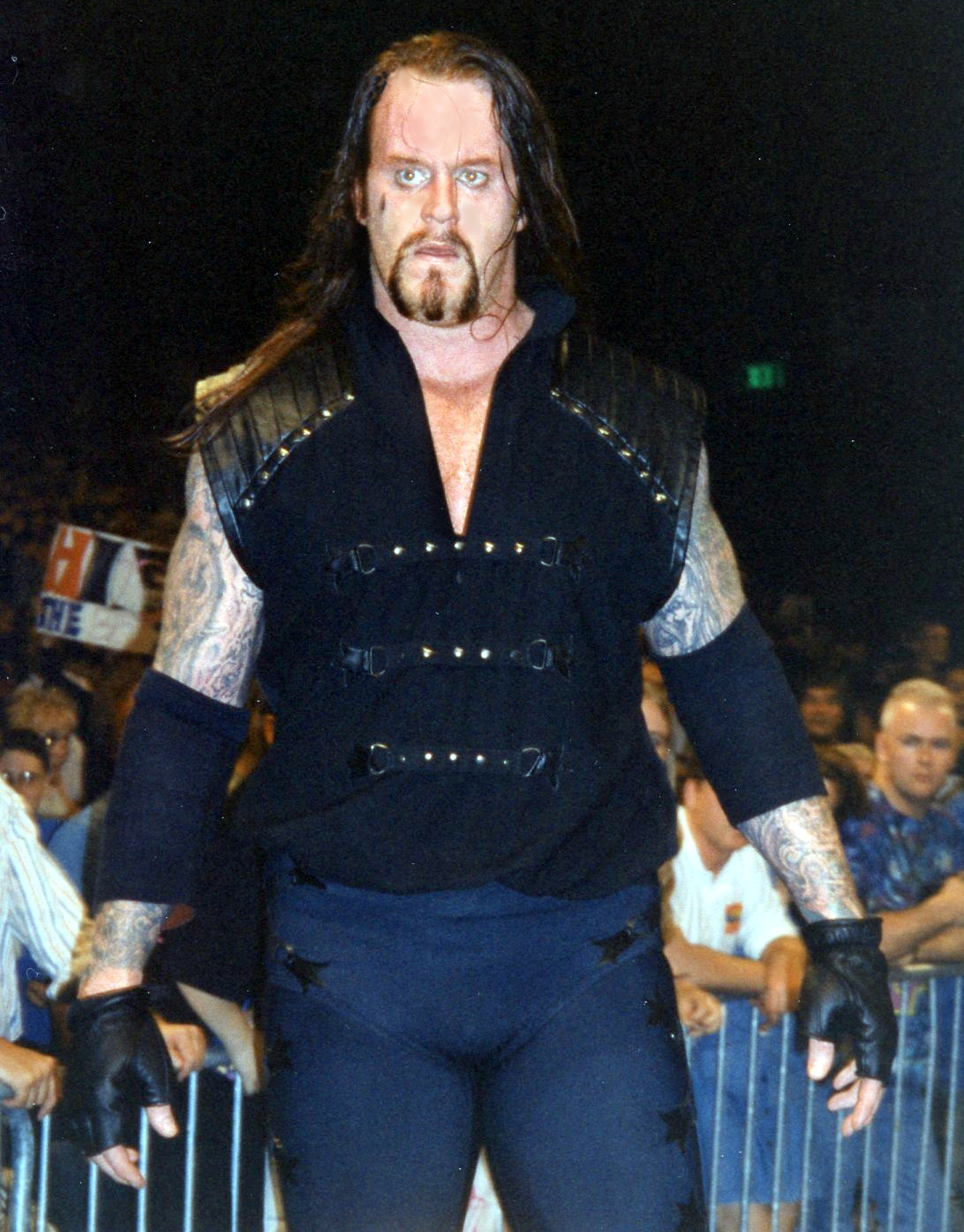
The Undertaker, fratellastro di Kane secondo la storyline

Inizialmente The Undertaker si rifiutò di lottare contro il fratello, che tuttavia continuò a tormentarlo, intervenendo nel corso del Casket match tra Taker e Shawn Michaels alla Royal Rumble 1998, provocandone la sconfitta. Undertaker decise quindi di affrontarlo: a WrestleMania XIV, i due combatterono per la prima volta in un match singolo vinto da Undertaker dopo aver eseguito tre Tombstone Piledriver. L'intero intreccio tra Kane e The Undertaker venne svelato solo dopo WrestleMania il 19 maggio: secondo la storyline Kane era il risultato di una relazione clandestina tra la madre di Undertaker e Paul Bearer, un dipendente dell'impresa funebre gestita allora dalla famiglia; quando Kane e Undertaker erano bambini, quest'ultimo bruciò la sua casa (probabilmente mosso dall'odio provato verso Bearer, sua madre e il suo fratellastro) uccidendo i suoi parenti e deturpando irrimediabilmente la faccia di Kane (i genitori di Undertaker furono presumibilmente bruciati a Long Island: infatti in una puntata di Raw Is War svoltasi a Long Island, Kane e Bearer riesumarono i loro corpi portandoli nell'arena e bruciandoli). Bearer, sopravvissuto all'incendio, nascose Kane in un manicomio e, terminata la crescita del figlio, lo portò in WWF con il solo scopo di vendicarsi del fratellastro. Nonostante la sconfitta subita a WrestleMania, la faida continuò e i due si affrontarono a Unforgiven: In Your House nel primo Inferno match della storia, che fu vinto da Undertaker. Kane affrontò poi Vader in un Mask vs. Mask match a Over the Edge: In Your House, dove vinse e ottenne il diritto di smascherare il suo avversario.
Kane scalò successivamente i vertici della federazione fino ad ottenere un match per il WWF Championship contro Steve Austin. I due si affrontarono a King of the Ring in un First Blood match, vinto da Kane che perse il titolo la sera dopo a Raw is War, nel rematch contro Austin. Nella puntata di Raw Is War del 13 luglio, conquistò assieme a Mankind il WWF Tag Team Championship, titolo che persero la settimana successiva contro Steve Austin e Undertaker. I due riconquistarono il titolo nella puntata di Raw Is War del 10 agosto, in un fatal four-way tag team match al quale presero parte anche i New Age Outlaws e la Nation of Domination (qui rappresentata da The Rock e D'Lo Brown). Persero nuovamente il titolo il 30 agosto a SummerSlam contro i New Age Outlaws. A Breakdown: In Your House, Kane e Undertaker sconfissero il WWF Champion Steve Austin in un triple treat match, schienandolo contemporaneamente. Il doppio schienamento causò la sconfitta di Austin, ma il titolo venne dichiarato vacante e fu decretato un match tra i due fratelli a Judgment Day: In Your House. Il match si concluse però in no-contest quando Steve Austin, arbitro speciale per l'occasione, colpì i due con la Stunner dichiarandosi campione; ciò portò Vince McMahon a licenziare Austin il giorno dopo (kayfabe).

#### Regni titolati e The Brothers of Destruction (1999–2001)
Nel 1999, si unì alla Corporation, stable capitanata da Vince McMahon, salvo poi essere cacciato dalla stessa per incomprensioni con Chyna; passò tra le file dei face e formò un tag team con X-Pac, supportato da Tori. La gimmick di Kane si evolse: il personaggio cominciò a parlare, sebbene assai raramente, con il supporto di un'elettrolaringe. Kane e X-Pac vinsero due volte il WWF Tag Team Championship: prima il 30 marzo del 1999 contro Owen Hart e Jeff Jarrett e poi l'8 settembre dello stesso anno contro gli Acolytes. Il tag team si sciolse quando X-Pac ritornò nella D-Generation X; i due diedero il via a una faida, che si concluse con la vittoria di Kane a WrestleMania XVI in un tag team match con Rikishi contro Road Dogg e lo stesso X-Pac.
Poco tempo dopo fu costretto a stare lontano dal ring per un mese a causa di un infortunio alla mano; al suo ritorno si unì a The Undertaker e The Rock nella loro faida contro la McMahon-Helmsley Faction. La rivalità tra Kane e Undertaker tornò a farsi sentire e i due si sfidarono in un match a SummerSlam finito in no-contest, con Undertaker che smascherò Kane, costringendolo a scappare con il viso nascosto tra le mani. Iniziò poi una faida con Chris Jericho, che Kane sconfisse alle Survivor Series e a Rebellion, per poi perdere in un Last Man Standing match ad Armageddon.
Prese parte alla Royal Rumble 2001, dove eliminò il numero record di undici avversari e venne eliminato per ultimo da Steve Austin. A WrestleMania X-Seven, vinse il WWF Hardcore Championship sconfiggendo Big Show e Raven in un hardcore triple threat match. Perse il titolo sedici giorni dopo in favore di Rhyno, aiutato da Triple H e Steve Austin. Quindi strinse una nuova alleanza con The Undertaker, riformando i Brothers of Destruction; i due affrontarono diversi tag team e iniziarono una faida con i Two-Man Power Trip formato dagli stessi Triple H e Austin: Kane sconfisse Triple H a Judgment Day, vincendo l'Intercontinental Championship in un Chain match, per poi vincere il WWF Tag Team Championship con Undertaker contro Edge e Christian il 19 aprile a SmackDownǃ. Il regno da campioni si concluse proprio contro i Power Trip a Backlash. Nella puntata di SmackDownǃ del 28 luglio, perse l'Intercontinental Championship contro Albert.
Nel corso dell'Invasion, Kane e Undertaker riconquistarono il WWF Tag Team Championship contro Diamond Dallas Page e Chris Kanyon. Vinsero poi il WCW World Tag Team Championship nella puntata di SmackDownǃ del 9 agosto contro Sean O'Haire e Chuck Palumbo, per poi sconfiggere a SummerSlam DDP e Kanyon, unificando i titoli. Iniziarono poi una faida con i KroniK (Brian Adams e Bryan Clark), conclusasi ad Unforgiven con la vittoria dei Brothers of Destruction. Il 17 settembre, i due persero il WWF Tag Team Championship contro i Dudley Boyz, per poi perdere anche il WCW Tag Team Championship contro Booker T e Test il 25 settembre. Alle Survivor Series, combatterono per il Team WWF contro l'Alliance, contribuendo al successo del loro team.

#### Regni titolati e smascheramento (2002–2004)

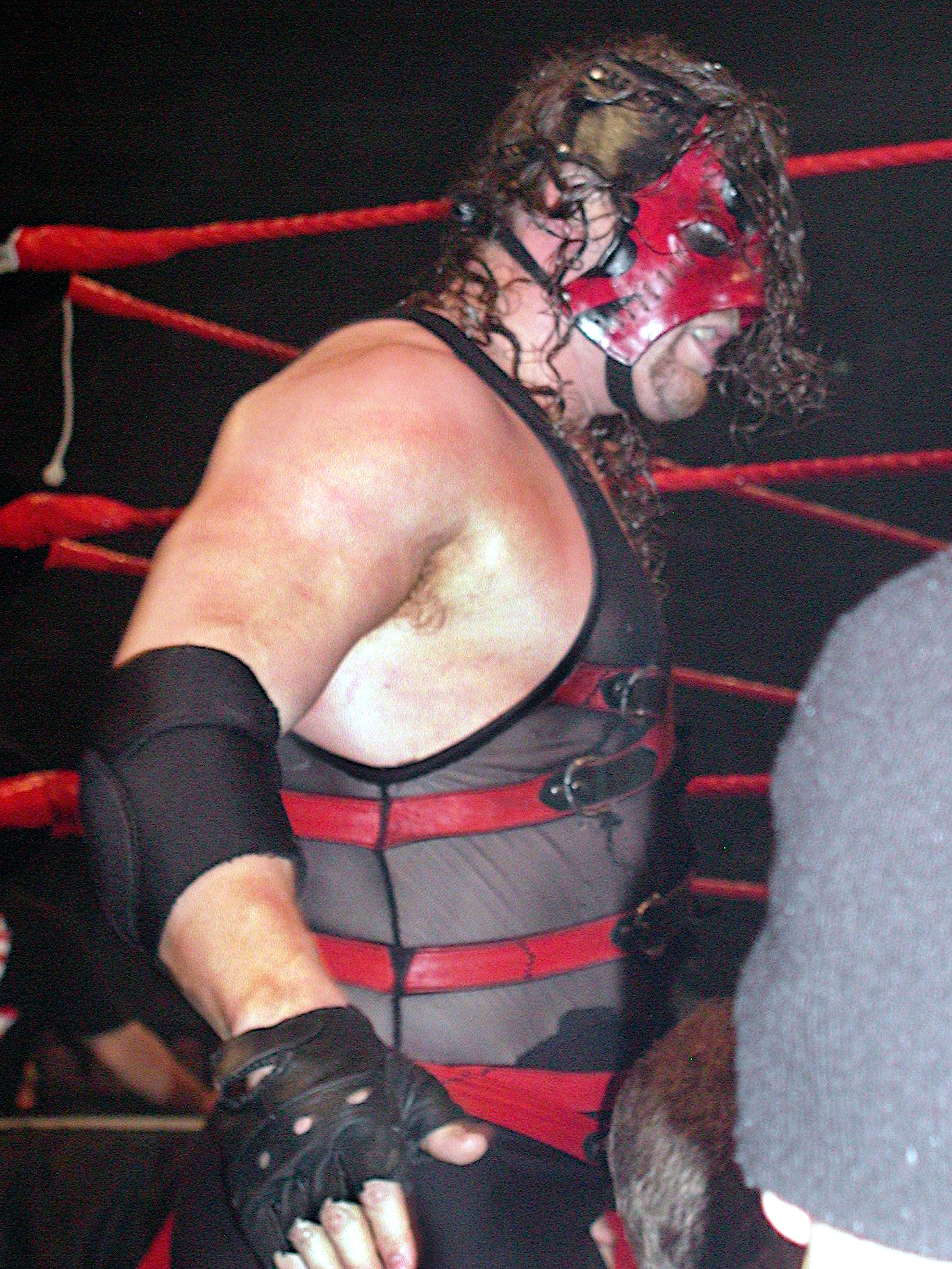
Kane nel 2003

Le strade dei Brothers of Destruction si divisero: Undertaker puntò al WWF Championship, mentre Kane avviò una faida con Kurt Angle che si concluse con la vittoria di Angle a WrestleMania X8. Il 25 marzo 2002 avvenne la Brand Extension e Kane diventò un wrestler in esclusiva del roster di Raw e iniziò una faida con il New World Order, che terminò anzitempo a causa di uno strappo al bicipite.
Tornato nell'estate del 2002, formò tag team noto come "The HurriKane" assieme a The Hurricane; il duo vinse il World Tag Team Championship il 23 settembre battendo Christian e Lance Storm. Nella puntata di Raw del 30 settembre, vinse il suo secondo Intercontinental Championship contro Chris Jericho. Gli HurriKane persero il titolo il 14 ottobre contro Christian e Jericho, per poi sciogliere il team.
Kane iniziò successivamente una faida con Triple H che portò a un match a No Mercy per unificare l'Intercontinental Championship con il World Heavyweight Championship; nella storyline, Triple H affermò che, diversi anni prima, Kane aveva avuto una relazione segreta con una certa Katie Vick, che la ragazza era morta in un incidente automobilistico e che Kane ne aveva stuprato il cadavere (in realtà nel video mostrato da Triple H, era chiaramente quest'ultimo che indossando la maschera di Kane, abusava di un manichino in una bara). Tale angle fu giudicato disgustoso e non venne apprezzato dai fan e fu gradualmente ridimensionato. La faida si concluse a No Mercy, dove Triple H vinse il match e unificò i due titoli. Ad Armageddon, venne sconfitto da Batista.
Prese parte alla Royal Rumble 2003, ma fu eliminato da Undertaker quando sul ring erano rimasti solo loro due e il vincitore Brock Lesnar. Poco dopo formò un tag team con Rob Van Dam, e i dur vinsero il World Tag Team Championship contro Lance Storm e Val Venis dopo essere stati sconfitti dagli stessi nella puntata di Heat che precedeva WrestleMania XIX.

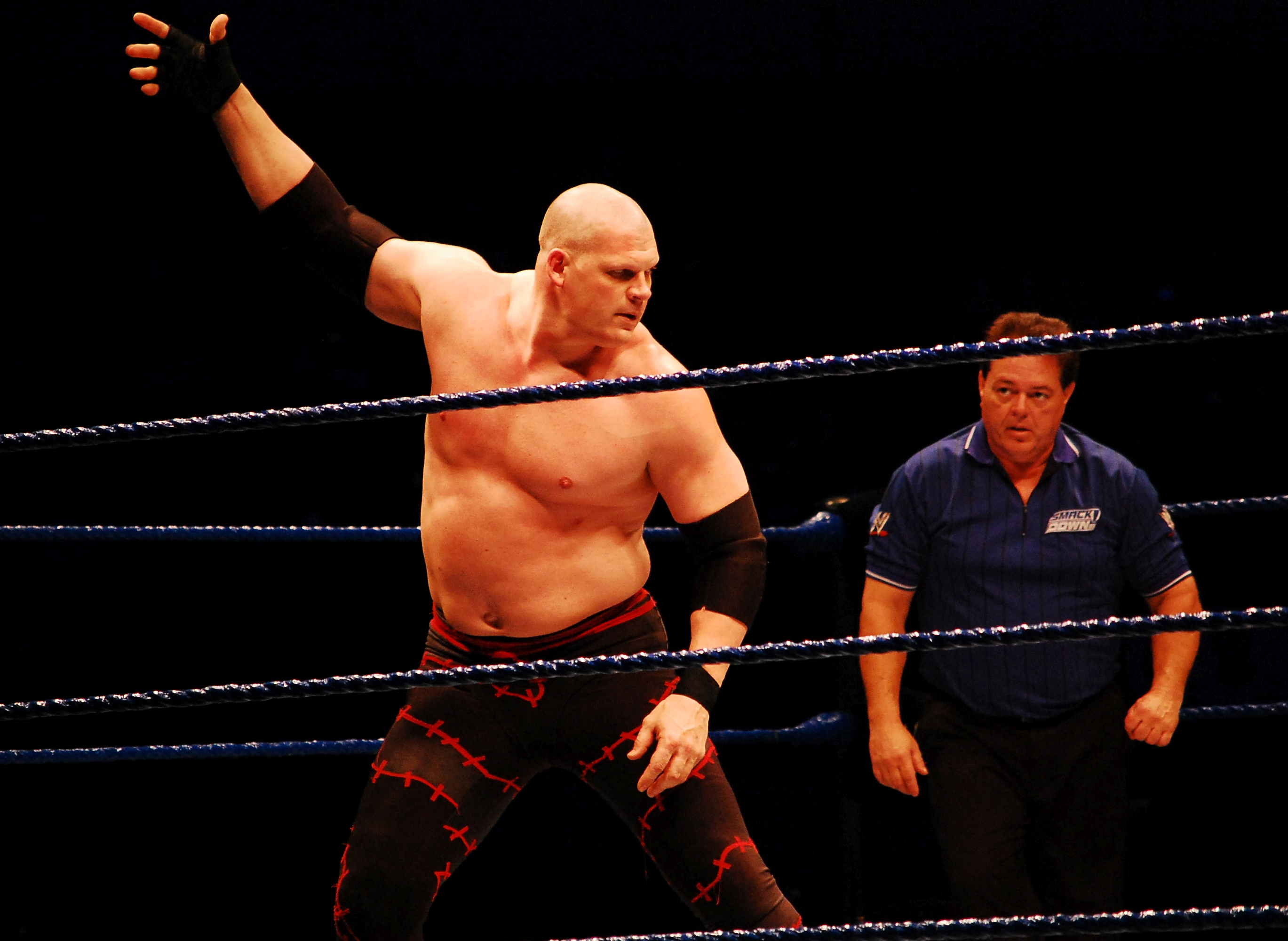
Kane senza maschera

Persero il titolo il 15 giugno a Bad Blood contro La Résistance. In seguito, Triple H propose a Kane di abbandonare Rob Van Dam e di unirsi alla sua nuova stable, l'Evolution; tuttavia, l'allora co-general manager di Raw Steve Austin gli fece una controproposta: se Kane avesse rifiutato la proposta di Triple H, avrebbe ottenuto un match per il World Heavyweight Championship; tuttavia, se avesse perso sarebbe stato costretto a smascherarsi. Kane accettò la proposta di Austin, ma venne sconfitto da Triple H a causa degli altri membri dell'Evolution (Ric Flair e Randy Orton). La perdita della maschera ebbe un impatto decisamente negativo sulla Big Red Machine, che cominciò ad assumere comportamenti schizofrenici e paranoici: iniziò ad attaccare chiunque incrociasse la sua strada, anche il suo compagno di tag team Rob Van Dam, che sconfisse a SummerSlam in un No Holds Barred match, Steve Austin, Eric Bischoff e arrivò a dare fuoco al commentatore Jim Ross. Dopo un attacco a Linda McMahon, iniziò una faida con il figlio di lei, Shane, che sconfisse in un Last Man Standing match ad Unforgiven e in un Ambulance match alle Survivor Series. Nel corso della stessa serata, interferì nel Buried Alive match tra Undertaker e Vince McMahon, in cui attaccò il fratello e lo seppellì vivo sotto un cumulo di terra con un bulldozer. Il mese successivo, ad Armageddon, prese parte a un triple threat match per il World Heavyweight Championship contro Triple H e Goldberg, ma perse quando Triple H schienò quest'ultimo grazie all'aiuto dell'Evolution.
Quanto successo alle Survivor Series diede poi il via a una nuova faida tra i due fratellastri, conclusasi a WrestleMania XX con il ritorno di Undertaker alla gimmick del "Deadman" e la sua conseguente vittoria.

#### Relazione con Lita e faida con Edge (2004–2005)

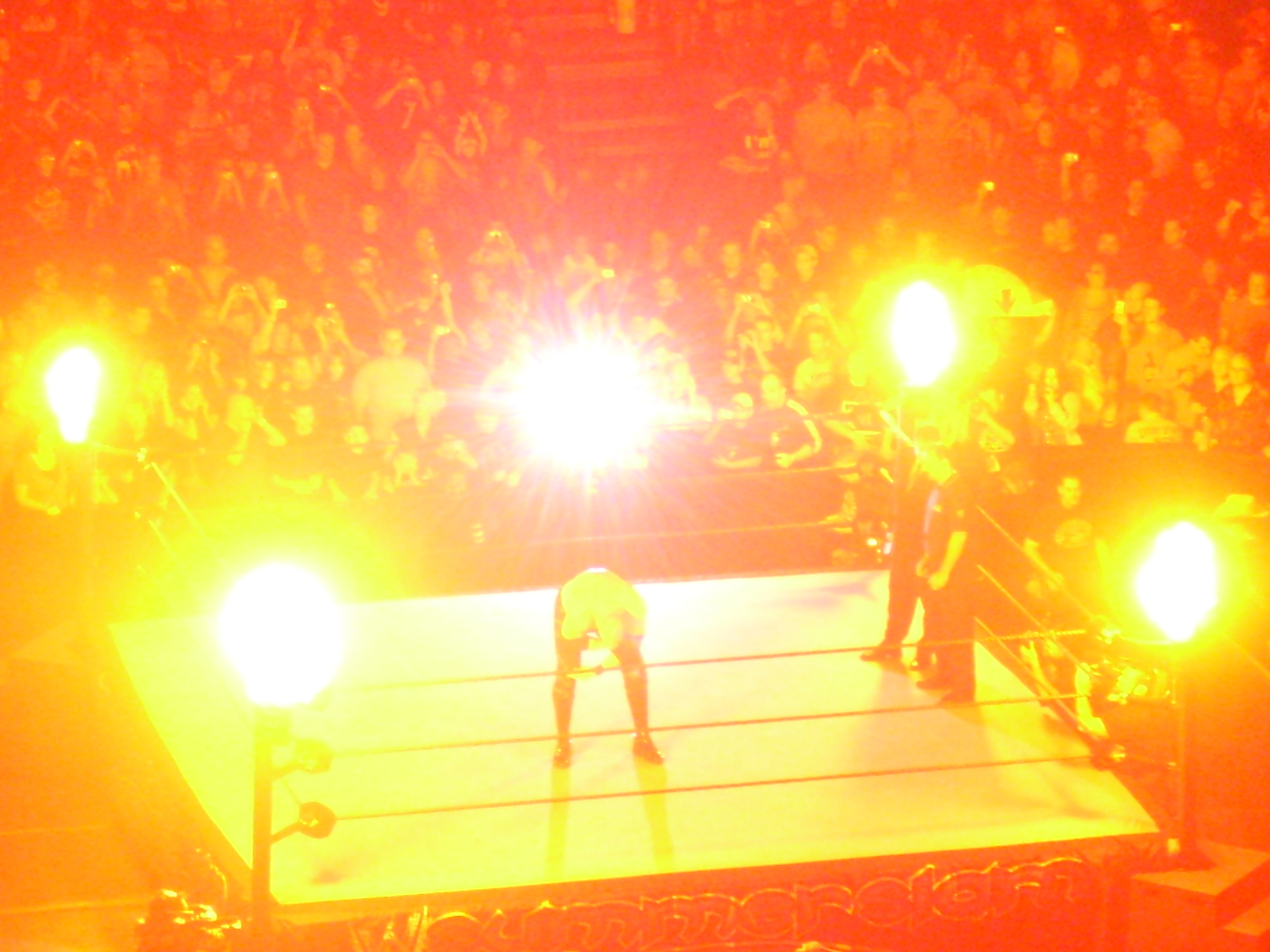
Kane durante la sua caratteristica sequenza d'entrata

Dopo la sconfitta subita, Kane attaccò nuovamente chiunque si trovasse sulla sua strada. Cercò invano di conquistare il World Heavyweight Championship, detenuto da Chris Benoit, in due match: uno a Bad Blood e uno il giorno dopo a Raw. In seguito assalì Shawn Michaels, mettendolo fuori causa; si invaghì di Lita e la sottopose ad una serie di violenze psicologiche. Nelle settimane successive, tormentò Matt Hardy, l'allora fidanzato di Lita, cercando di conquistare la ragazza. Riuscì a sconfiggere Hardy e a prendersi la ragazza con la forza a SummerSlam, sposandola (kayfabe) nella puntata di Raw del 23 agosto. Venne poi sconfitto dal rientrante Shawn Michaels a Unforgiven in un match senza squalifiche. Accadde poi un incidente sul ring: il debuttante Gene Snitsky colpì Kane alle spalle con una sedia, facendolo crollare su Lita, causando un aborto spontaneo del figlio che aspettava da Kane (kayfabe). A Taboo Tuesday, Kane affrontò Snitsky senza successo in un "Weapon of Choice" match, maneggiando una catena d'acciaio; Snitsky reagì e lo colpì con una sedia di acciaio, provocandogli un serio infortunio e qualche mese di stop; in realtà, questo angle era stato studiato per permettere a Jacobs di recitare nel film Il collezionista di occhi (See No Evil), in cui interpretò il protagonista Jacob Goodnight.
Fece il suo ritorno nel gennaio del 2005 e iniziò a perseguitare Snitsky, sconfiggendolo a New Year's Revolution e poi a Raw in uno Steel Cage match, ponendo fine alla loro faida. A WrestleMania 21, prese parte senza successo al primo Money in the Bank ladder match della storia che fu vinto da Edge. In seguito iniziò una faida con Trish Stratus, nemica di Lita, e Viscera, che si era invaghito della Stratus e aveva attaccato Kane a Raw; ciò portò a un match a Backlash vinto dalla Big Red Machine, che riuscì a guadagnare la fiducia della moglie, ma poco dopo, quest'ultima lo tradì e si legò a Edge, costando al marito la finale del Gold Rush Tournament, un torneo che avrebbe determinato il primo sfidante per il World Heavyweight Championship. La settimana successiva, Lita gettò la fede nella tazza del gabinetto davanti allo stesso Kane, che si vendicò attaccando lei e Edge durante il loro matrimonio. Kane e Edge si affrontarono in una serie di match, tra cui uno Steel Cage match vinto dal secondo. Kane eseguì una Tombstone Piledriver su Lita, che fu portata via in barella. La Big Red Machine, si vendicò definitivamente di Edge, battendolo a Vengeance e ciò pose fin e alla loro faida.

#### Tag team con Big Show (2005–2006)

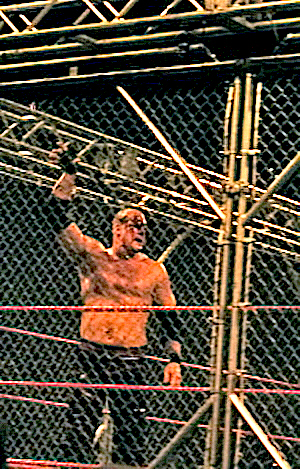
Kane sanguinante durante uno steel cage match contro Edge

Terminata la rivalità con Edge, Kane tornò a Raw il 17 ottobre, vincendo una battle royal contro altri diciassette wrestler. Venne quindi incluso tra i candidati per un'opportunità per il WWE Championship a Taboo Tuesday detenuto da John Cena, ma la scelta dei fan ricadde su Shawn Michaels. Poco dopo formò quindi un tag team con Big Show e il duo sconfisse Lance Cade e Trevor Murdoch per il World Tag Team Championship. Prima di Taboo Tuesday, Kane, Big Show e altri membri di Raw attaccarono più volte i wrestler di SmackDownǃ; ciò portò a una faida tra i due roster che culminò in Survivor Series Elimination match alle Survivor Series, a cui prese parte come membro dello sconfitto Team Raw. Kane e Big Show al pay-per-view Armageddon, sconfissero Rey Mysterio e Batista (i detentori del WWE Tag Team Championship) in un match non titolato.
Kane avviò una carriera da singolo parallela a quella di campione di tag team; il 12 dicembre a Raw si qualificò all'Elimination Chamber match sconfiggendo Triple H. A New Year's Revolution 2006, non riuscì tuttavia a conquistare il WWE Championship contro John Cena, Carlito, Chris Masters, Shawn Michaels e Kurt Angle, venendo eliminato per secondo. A WrestleMania 22, Kane e Big Show difesero con successo il titolo contro Carlito e Chris Masters. Mantennero il World Tag Team Championship fino alla puntata di Raw del 3 aprile, quando persero contro i membri della Spirit Squad. Con la perdita del titolo, Kane perse la testa e attaccò l'arbitro. Big Show, intervenuto per calmarlo, fu colpito dal compagno. Quest'azione pose fine all'alleanza tra i due e cominciarono una faida che culminò a Backlash, in un match che si è concluso in no-contest per un attacco di panico di Kane: in quel periodo, era vittima di allucinazioni in cui veniva misteriosamente richiamata più volte la data del 19 maggio. Il solo nominare quella data gli faceva perdere il controllo, impedendogli di portare a termine i match. Lui stesso svelò poi che il 19 maggio era il giorno in cui morì la sua famiglia nell'incendio provocato dal suo fratellastro The Undertaker.
Nella puntata di SmackDown del 19 maggio, sconfisse Rey Mysterio, ma al termine del match ebbe un altro attacco di panico. Da allora, iniziò a subire attacchi da un suo "io del passato", un altro Kane mascherato come lo era lui ai tempi del suo debutto. Il wrestler, interpretato da Drew Hankinson, gli costò diversi match, tra cui uno per l'Intercontinental Championship contro Shelton Benjamin. Il vero Kane spiegò successivamente a Jim Ross di sapere chi era quell'impostore e perché lo stava attaccando: si trattava di un suo amico d'infanzia con problemi psicologici ancora più grandi dei suoi venuto a vendicarsi per motivi mai rivelati. I due Kane si affrontarono in un match a Vengeance, dove fu il falso Kane a vincere. Il vero Kane si vendicò la sera dopo a Raw, quando colpì l'impostore con una serie di Chokeslam, per poi smascherarlo e scaraventarlo fuori dall'arena; ciò mise fine alla faida senza una spiegazione del perché questa persona proveniente dal suo passato nutrisse odio verso di lui, ma in realtà la storyline fu abbandonata a causa dello scarso successo tra i fan.
Dopo alcune settimane fuori dal ring, tornò nella puntata di Raw del 7 agosto, in cui sconfisse Shelton Benjamin e conquistò così un'opportunità per l'Intercontinental Championship che utilizzò qualche tempo dopo a Raw contro Johnny Nitro; tuttavia, non riuscì a vincere a causa dell'interferenza di Umaga. Ciò portò a un match tra i due a Unforgiven, dove però non emerse nessun vincitore. La sfida definitiva venne sancita in occasione dello show di Raw Family Reunion, dove vinse Umaga, che attaccò Kane con un Samoan Spike, causandogli un'emorragia interna (kayfabe) e costringendolo, come da stipulazione del match, a lasciare il roster di Raw.

#### Reunion dei Brothers of Destruction (2006–2007)

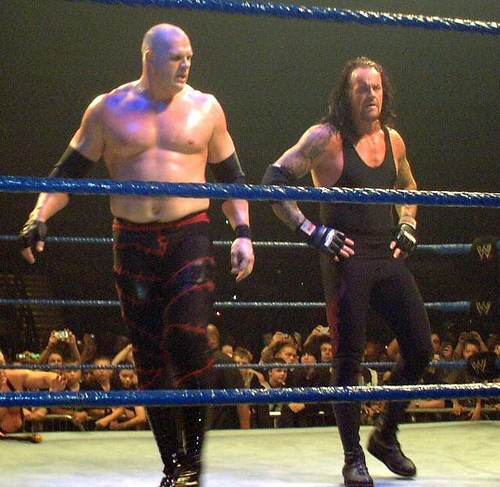
I Brothers of Destruction nel 2007

Dopo un periodo di pausa, tornò nel roster di SmackDownǃ; iniziò una faida con MVP e ritornò a fare coppia con The Undertaker, riformando i Brothers of Destruction. Ad Armageddon, sconfisse MVP in un Inferno match. Prese poi parte alla Royal Rumble 2007, in cui eliminò King Booker, che poi rientrò sul ring per eliminarlo, dando vita ad una faida che si concluse con la vittoria della Big Red Machine a No Way Out. Tuttavia, King Booker si prese la rivincita (grazie all'interferenza di The Great Khali) in un match valido per la qualificazione al Money in the Bank ladder match di WrestleMania 23. Ciò portò la Big Red Machine ad attaccare Khali durante la Masterlock Challenge di Chris Masters, iniziando una faida che culminò in un match a WrestleMania 23, che vide vincitore il lottatore indiano. Dopo WrestleMania, iniziò una faida con William Regal e Dave Taylor; prese parte alla puntata di SmackDownǃ registrata a Milano vincendo un handicap match contro il duo inglese per countout quando questi ultimi si allontanarono dal ring; Regal e Taylor furono costretti dal general manager di SmackDownǃ Theodore Long ad affrontare Kane e The Boogeyman, che vinsero il match.
Poco dopo iniziò poi una faida con Mark Henry, che costò a The Undertaker il World Heavyweight Championship. Kane cercò pertanto di vendicare il fratellastro, infortunato per via di uno strappo al bicipite, ma a One Night Stand perse contro Henry in un Lumberjack match.
Al termine della faida tra Edge e Batista, Theodore Long nominò Kane primo sfidante al titolo a The Great American Bash. Tuttavia, la settimana successiva, Edge fu costretto a rendere vacante il titolo a causa di un infortunio, così Long indisse una battle royal per il titolo; Kane e Batista vennero eliminati contemporaneamente per ultimi da The Great Khali, che vinse così il World Heavyweight Championship. Più tardi quella stessa sera si svolse un match per decretare il primo sfidante al titolo; Kane e Batista si affrontarono, ma il match terminò in no contest e i due furono nominati entrambi contendenti al titolo. A The Great American Bash, Khali mantenne il titolo schienando proprio Kane. Iniziò poi una breve faida con Finlay, che sconfisse a SummerSlam nonostante un infortunio alle costole (kayfabe).

#### ECW Champion e varie faide (2007–2009)

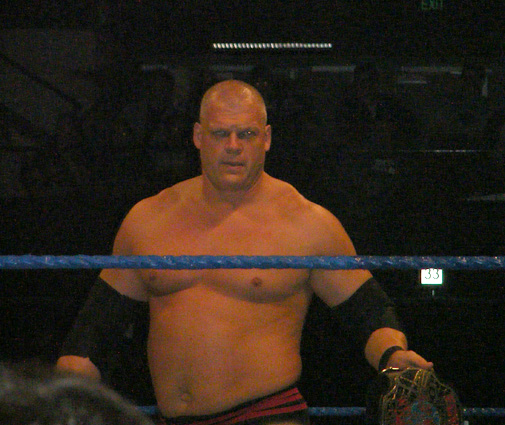
Kane con l'ECW Championship

Nella puntata di ECW del 16 ottobre, Kane apparve al fianco dell'ECW Champion CM Punk, aiutandolo a sconfiggere John Morrison, The Miz e Big Daddy V e iniziò quindi una faida con quest'ultimo. Venne inoltre scelto dal pubblico come sfidante per lo United States Championship contro l'allora campione MVP a Cyber Sunday, ma vinse il match per countout, non conquistando il titolo. Successivamente continuò la faida con Big Daddy V; i due si trovarono nei team avversari che si scontrarono alle Survivor Series, dove Big Daddy V eliminò Kane, il cui team vinse tuttavia il match. Kane perse assieme a CM Punk contro Big Daddy V e Mark Henry ad Armageddon: il match terminò con lo schienamento ai danni di Punk.
Prese successivamente parte alla Royal Rumble 2008, venendo eliminato da Batista e Triple H quando sul ring erano rimasti gli ultimi quattro wrestler. Vinse poi nella battle royal tenutasi prima di WrestleMania XXIV, diventando il primo sfidante per l'ECW Championship, che vinse sconfiggendo in otto secondi l'allora campione Chavo Guerrero; questo match fu il più breve nella storia di WrestleMania; in seguito a questa vittoria, lasciò il roster di SmackDownǃ per unirsi a quello della ECW. Il mese seguente a Backlash, sconfisse nuovamente Guerrero in rematch titolato. In seguito continuò a lottare in tag team con CM Punk, ottenendo un match valido per il WWE Tag Team Championship a Judgment Day contro gli allora campioni John Morrison e The Miz, ma non riuscirono a vincere.

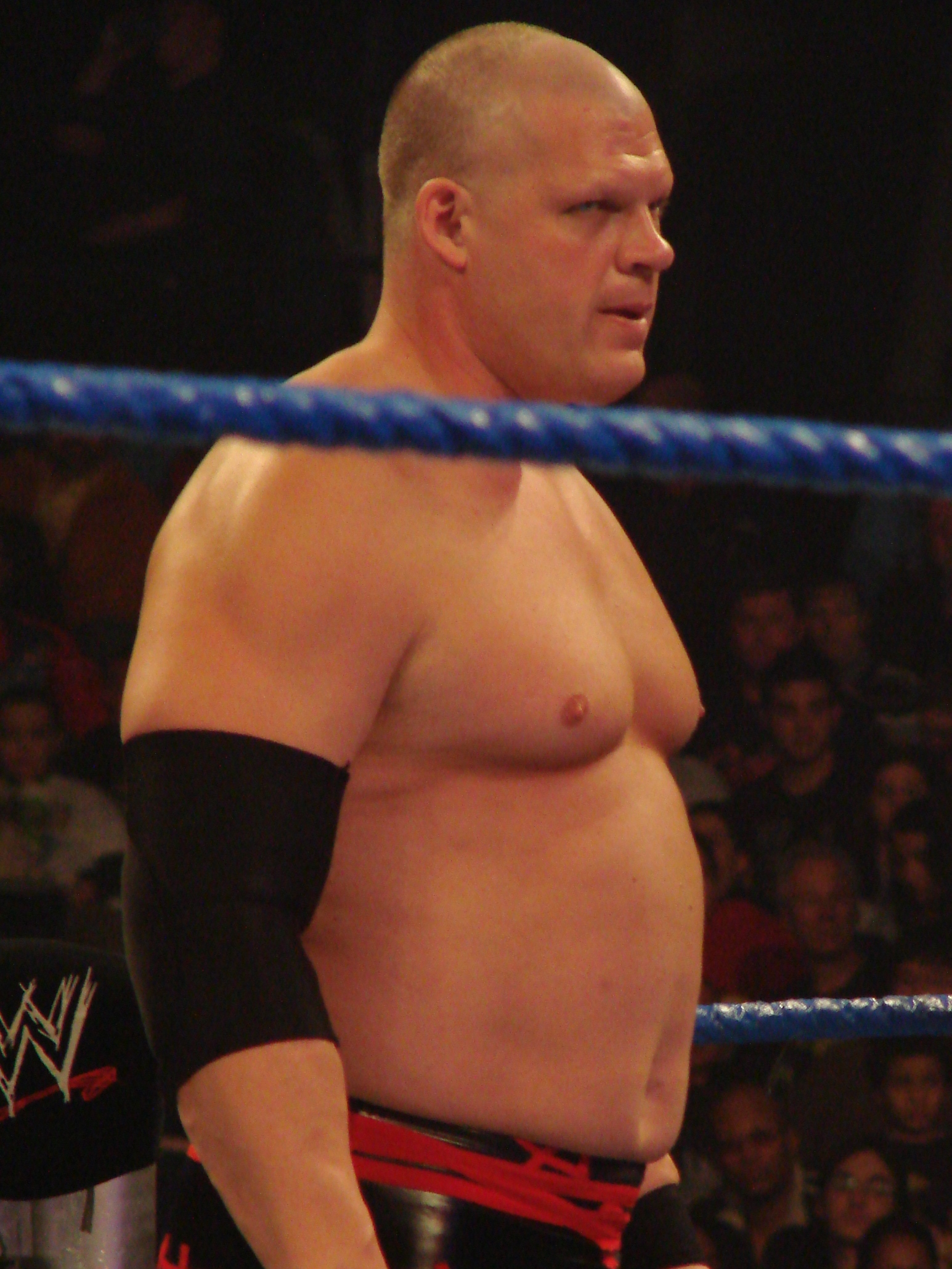
Kane nel 2008

Durante la puntata di Raw del 23 giugno 2008, tornò nel roster di Raw nell'ambito della draft lottery, portando con sé l'ECW Championship, titolo che perse a Night of Champions in favore di Mark Henry in un triple threat match che includeva anche Big Show. Nella successiva puntata di Raw, dopo aver perso un fatal four-way match contro John "Bradshaw" Layfield, Batista e John Cena per decretare il primo sfidante per il World Heavyweight Championship a The Great American Bash, tornò ad essere un heel quando attaccò i commentatori e astanti a bordo ring urlando "è vivo o morto?". A The Great American Bash, attaccò CM Punk e Batista durante il loro match titolato, causando una doppia squalifica. Nelle settimane seguenti, comparve durante gli show con un sacco, affermando che lì dentro c'era colui a cui si riferiva quando urlava "è vivo o è morto?". Si scoprì poi che si riferiva a Rey Mysterio. Ad Unforgiven, prese parte allo Scramble match per il World Heavyweight Championship, ma il titolo fu vinto da Chris Jericho. La Big Red Machine continuò la faida con Mysterio: i due si affrontarono a Raw, dove Kane fu fermato solo dall'intervento di Evan Bourne, che successivamente sconfisse a Superstars ottenendo un match contro Rey Mysterio a No Mercy,, dove perse per squalifica. I due si riaffrontarono a Cyber Sunday e i fan ottennero la possibilità di scegliere la stipulazione: No Holds Barred, Falls Count Anywhere o 2 out of 3 falls match. La scelta ricadde sul No Holds Barred e il match fu vinto da Mysterio. La faida si concluse alle Survivor Series, quando il team capitanato da Shawn Michaels (con Mysterio) sconfisse quello di JBL (con Kane).

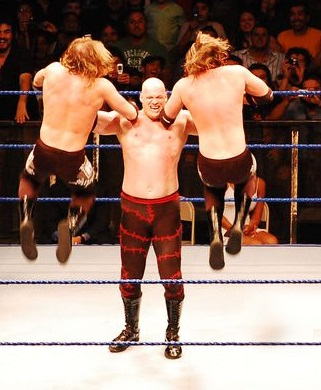
Kane esegue una doppia chokeslam su Zack Ryder e Curt Hawkins

Nel gennaio del 2009, prese parte alla sua undicesima Royal Rumble; entrò con il numero 23 e rimase sul ring per circa venti minuti eliminando tre wrestler prima di essere eliminato dalla Legacy formata da Randy Orton, Ted DiBiase Jr. e Cody Rhodes. A No Way Out, prese parte all'Elimination Chamber match per il World Heavyweight Championship, dove fu il primo eliminato. Dopo aver sconfitto Mike Knox e Rey Mysterio, si qualificò per il Money in the Bank ladder match a WrestleMania XXV, ma a trionfare fu CM Punk. Con la draft lottery, passò a SmackDown e a Backlash sconfisse CM Punk.
Dopo un periodo fuori dal ring, ritornò a The Bash, dove assalì The Great Khali, costandogli il match contro Dolph Ziggler. I due si affrontarono in due match, entrambi vinti da Kane: il primo a SummerSlam e il secondo, un Singapore Cane match, a Breaking Point. Nelle due settimane seguenti, sconfisse R-Truth e John Morrison, per poi iniziare una breve faida con Matt Hardy, che sconfisse in diversi house show e a SmackDown A Bragging Rights, il Team SmackDown (di cui Kane era co-capitano insieme a Chris Jericho) sconfisse il Team Raw grazie al tradimento di Big Show.
Nella successiva puntata di SmackDown, tornò ad essere face quando salvò il fratellastro The Undertaker da un attacco di Big Show e Chris Jericho. Verso la fine del 2009, ebbe una faida con Mike Knox, che sconfisse in diverse occasioni. A Elimination Chamber, affrontò senza successo Drew McIntyre in un match valido per l'Intercontinental Championship. Nella puntata di SmackDown del 26 febbraio 2010, si qualificò al Money in the Bank ladder match sconfiggendo McIntyre, ma a WrestleMania XXVI, non riuscì a vincere il match.

#### World Heavyweight Champion e varie faide (2010–2011)

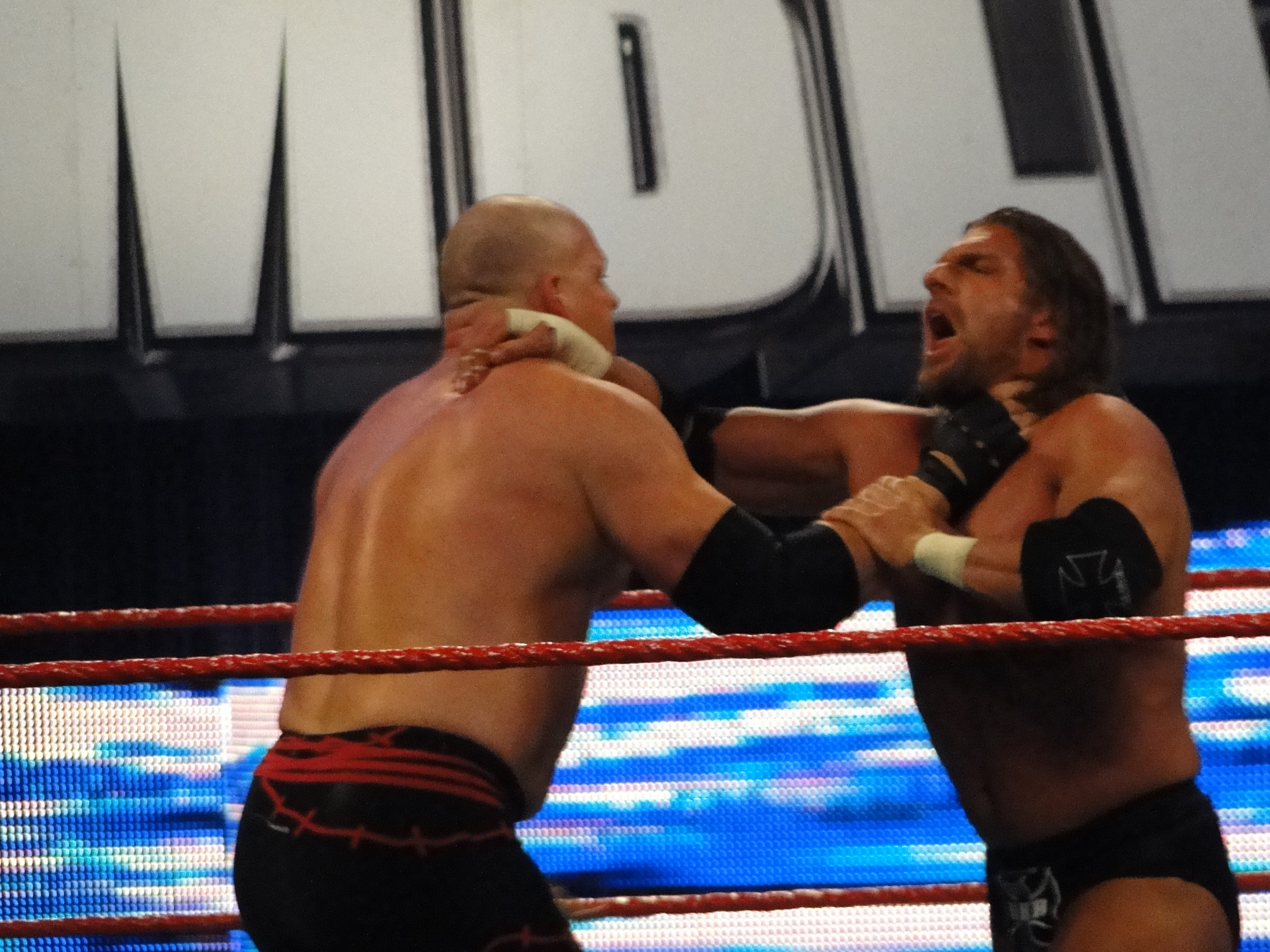
Kane affronta Triple H durante il Royal Rumble match 2009

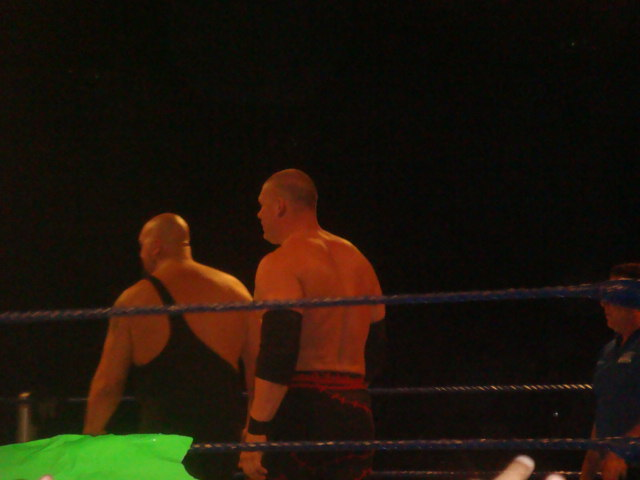
Kane e Big Show nel 2008

Nella puntata di SmackDown del 28 maggio, perse contro CM Punk e non si qualificò per il match valido per il World Heavyweight Championship in palio a Fatal 4-Way. La settimana seguente a SmackDown, annunciò di aver trovato il suo fratellastro The Undertaker in stato vegetativo (kayfabe) e giurò vendetta contro chiunque ne fosse stato responsabile; negli show successivi perseguitò prima CM Punk e poi Jack Swagger, ritenendoli colpevoli. Dopo aver vinto il Money in the Bank ladder match nell'omonimo pay-per-view del 18 luglio, la sera stessa incassò la valigetta, sconfiggendo Rey Mysterio e conquistò il World Heavyweight Championship; con questa vittoria, Kane divenne il primo wrestler a vincere il WWF Championship, l'ECW Championship e il World Heavyweight Championship. Iniziò una faida con Rey Mysterio, che nella puntata di SmackDown del 6 agosto lo accusò di aver assalito e ridotto in coma Undertaker. A SummerSlam, sconfisse Rey Mysterio e mantenne il titolo; al termine del match, The Undertaker fece il suo ritorno e rivelò che era stato proprio il fratellastro ad aggredirlo. A Night of Champions, Kane sconfisse Undertaker in un No Holds Barred match e mantenne il titolo. Nella puntata di SmackDown successiva, lanciò una nuova sfida a Undertaker per il titolo mondiale a Hell in a Cell, ma durante il suo discorso i druidi portarono una bara nella quale si trovava suo padre, Paul Bearer, che decise di schierarsi con Undertaker. Al pay-per-view, difese il titolo con successo grazie al tradimento di Bearer. A Bragging Rights, vinse ancora una volta, grazie all'intervento del Nexus, in un Buried Alive match. Edge divenne poi il primo sfidante per il World Heavyweight Championship e nelle settimane precedenti alle Survivor Series rapì Bearer per far pressione sulla Big Red Machine. Al ppv, il match si concluse in pareggio e Kane conservò il titolo. Nelle settimane successive, Edge lo provocò ancora, tenendo in ostaggio Bearer e torturandolo. Nella puntata di SmackDown del 3 dicembre, Edge lo sfidò a TLC in un TLC match con in palio il titolo. All'evento, Kane perse il titolo in un fatal-four-way TLC match che includeva anche Rey Mysterio e Alberto Del Rio. Nella puntata di SmackDown del 7 gennaio, perse un Last man standing match contro Edge in una rivincita titolata.
Dopo una breve assenza, tornò nella puntata di SmackDown del 27 gennaio 2011 e partecipò alla "Over the Top Rope Challenge" lanciata da Alberto Del Rio, ma fu eliminato da Kofi Kingston. Partecipò poi alla Royal Rumble entrando con il numero quaranta ed eliminando Ezekiel Jackson, per poi essere eliminato da Rey Mysterio. Nella puntata di SmackDown del 4 febbraio, sconfisse Chavo Guerrero e conquistò un posto nell'Elimination Chamber match all'omoinimo pay-per-view valido per il World Heavyweight Championship. Nella seicentesima puntata di SmackDown, prese parte a un 12-man tag team match da cui uscì sconfitto. A Elimination Chamber, non riuscì a vincere il titolo, difeso con successo da Edge. Gli altri partecipanti erano Rey Mysterio, Drew McIntyre, Big Show e Wade Barrett.
Nella puntata di SmackDown del 4 marzo, dopo un match finito per squalifica contro Big Show, tornò tra le file dei face attaccando Justin Gabriel con una sedia e guardando gli altri membri del Corre con aria minacciosa. Nella puntata di SmackDown dell'11 marzo, affrontò Wade Barrett in un match che vinse per squalifica a causa dell'attacco degli altri membri del Corre, ma venne salvato da Big Show e successivamente fu sancito un tag team match tra Big Show e Kane contro Barrett e Heath Slater; il match terminò per squalifica a favore dei primi. Nella puntata di SmackDown del 18 marzo, Kane provò a conquistare il WWE Tag Team Championship insieme a Big Show, ma vinsero il match solo per squalifica.
A WrestleMania XXVII, Kane, Big Show, Santino Marella e Vladimir Kozlov) sconfisse il Corre (Wade Barrett, Ezekiel Jackson, Heath Slater e Justin Gabriel). Nella puntata di SmackDown del 22 aprile, Kane e Big Show sconfissero Gabriel e Slater conquistando il WWE Tag Team Championship. Nella puntata di Raw dedicata al draft, partecipò alla battle royal "SmackDown vs. Raw", venendo però eliminato per primo da Sheamus e Vladimir Kozlov. A Extreme Rules, difesero con successo il titolo sconfiggendo Barrett e Jackson in un tag team lumberjack match. Nella puntata di Raw del 17 maggio, furono sconfitti da Michael McGillicutty e David Otunga in un match non valido per il titolo. A Over the Limit, Kane e Big Show mantennero il titolo sconfiggendo CM Punk e Mason Ryan lo persero tuttavia la sera successiva a Raw in una rivincita contro McGillicutty e Otunga. Una decina di minuti dopo il match, Big Show venne investito dalla macchina di Alberto Del Rio e ciò mise fine al tag team. A Money in the Bank, prese parte senza successo all'omonimo match. Nella puntata di SmackDown del 15 luglio, sconfisse Randy Orton per countout e la settimana successiva i due si riaffrontarono in uno Street Fight match, che vide vincitore Orton; nonostante ciò, i due si strinsero la mano, ma poco dopo subirono l'attacco di Mark Henry, che gli causò una frattura al perone (kayfabe), che lo costrinse ad uno stop per quattro mesi.

#### "Demon" Kane e Team Hell No (2011–2013)

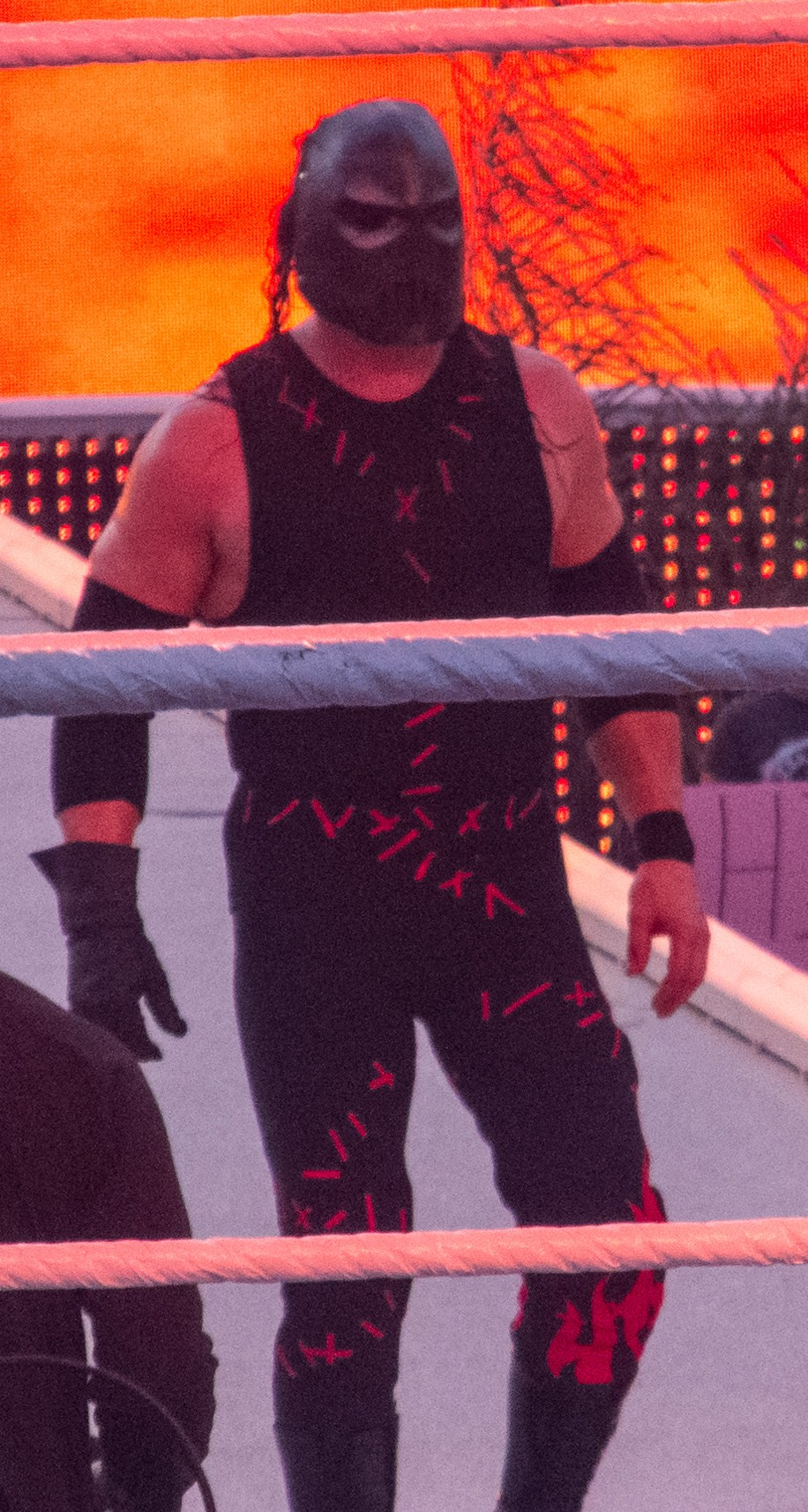
Kane nel 2012 a WrestleMania XXVIII

Nella puntata di Raw del 21 novembre venne mandato in onda un video in cui veniva dato fuoco alla sua vecchia maschera e nella puntata di Raw del 5 dicembre venne invece trasmesso un nuovo video, chiamato Kane Resurrected. Nella puntata di Raw del 13 dicembre dedicata agli Slammy Award, Kane fece il suo ritorno intervenendo nel main event tra Mark Henry e John Cena: si presentò con una maschera metallica e i capelli lunghi di un tempo, con un nuovo ring attire ispirato ai tagli effettuati durante un'autopsia, introdotto da una versione della sua vecchia musica d'ingresso, Burned (utilizzata dal 1997 al 2000), remixata con Man on Fire; giunto sul ring, effettuò una Chokeslam su Cena, per poi togliersi la maschera metallica, rivelandone così un'altra, completamente rossa. Nella puntata di Raw successiva, spiegò il motivo dei suoi continui attacchi, sostenendo di voler aiutare Cena ad abbracciare l'odio, così da poter essere veramente libero, attaccando successivamente Zack Ryder, alleato di Cena. Alla Royal Rumble 2012, il match tra Kane e Cena terminò in doppio countout. A Elimination Chamber, Kane perse contro Cena in un Ambulance match che sancì la fine della loro faida. Iniziò poi una rivalità con Randy Orton, apparendo sullo stage nella puntata di SmackDown del 16 marzo per dare a Orton spiegazioni riguardo al suo atteggiamento ostile: al termine del loro match avvenuto l'estate precedente Kane era uscito sconfitto, ma gli aveva stretto la mano in segno di rispetto, mostrando però troppa umanità. Asserì quindi che Orton fosse diventato un vero mostro e che la WWE fosse troppo piccola per entrambi. A WrestleMania XXVIII Kane sconfisse Orton, che però lo sconfisse a Extreme Rules in un Falls Count Anywhere match che sancì la fine della loro faida. Nel pre-show di Over the Limit, sconfisse Zack Ryder.

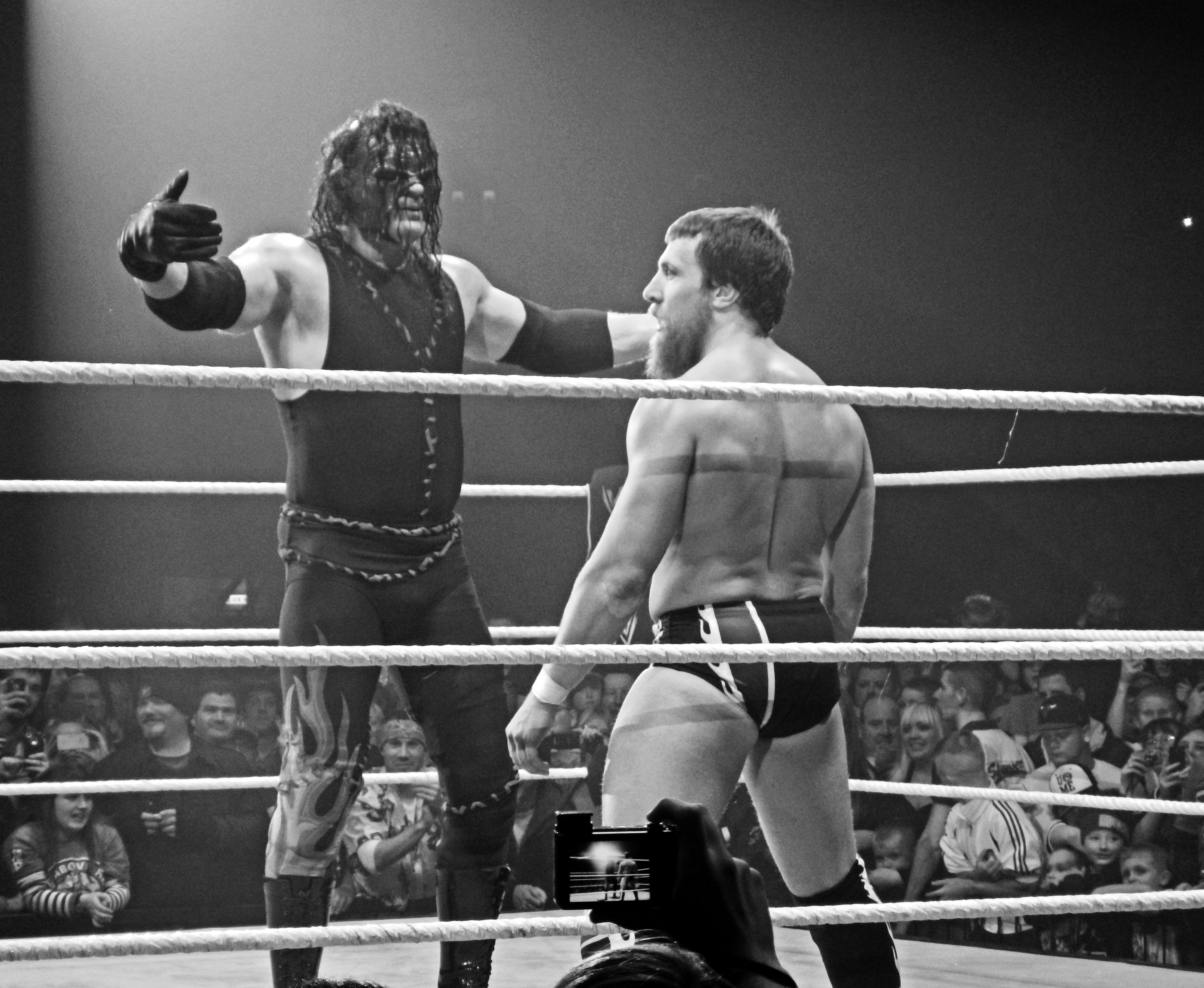
Kane offre un abbraccio a Daniel Bryan nel 2012

Kane fu coinvolto in una faida con il WWE Champion CM Punk e Daniel Bryan che portò a un triple threat match per il titolo a No Way Out, perso da Kane a causa di una distrazione di AJ Lee, l'ex fidanzata di Bryan che aveva rivolto attenzioni a lui e a Punk. A Raw 1000, fu salvato dall'attacco di Jinder Mahal, Drew McIntyre, Tyler Reks, Curt Hawkins, Hunico e Camacho da The Undertaker, tornando ad essere face. A SummerSlam, perse contro Daniel Bryan.
Nella puntata di Raw del 10 settembre, il Dr. Shelby (psicologo scelto da AJ, divenuta general manager di Raw, per controllare la rabbia di Daniel Bryan, precedentemente abbandonato da lei davanti all'altare) forzò Kane e Bryan a fare coppia: nonostante diverse incomprensioni, i due prima sconfissero i Prime Time Players in un match per determinare gli sfidanti per il WWE Tag Team Championship e poi a Night of Champions sconfissero Kofi Kingston e R-Truth per il titolo. Due settimane dopo a Raw, Team Hell No fu scelto come nome del tag team dopo un sondaggio su Twitter. Il Team Hell No successivamente iniziò una faida con il Team Rhodes Scholars, difendendo il titolo a Hell in a Cell e a Main Event. Nella puntata di Raw del 26 novembre, il Team Hell No venne attaccato dallo Shield, ma trovò in Ryback un alleato. I tre furono sconfitti dallo Shield a TLC.

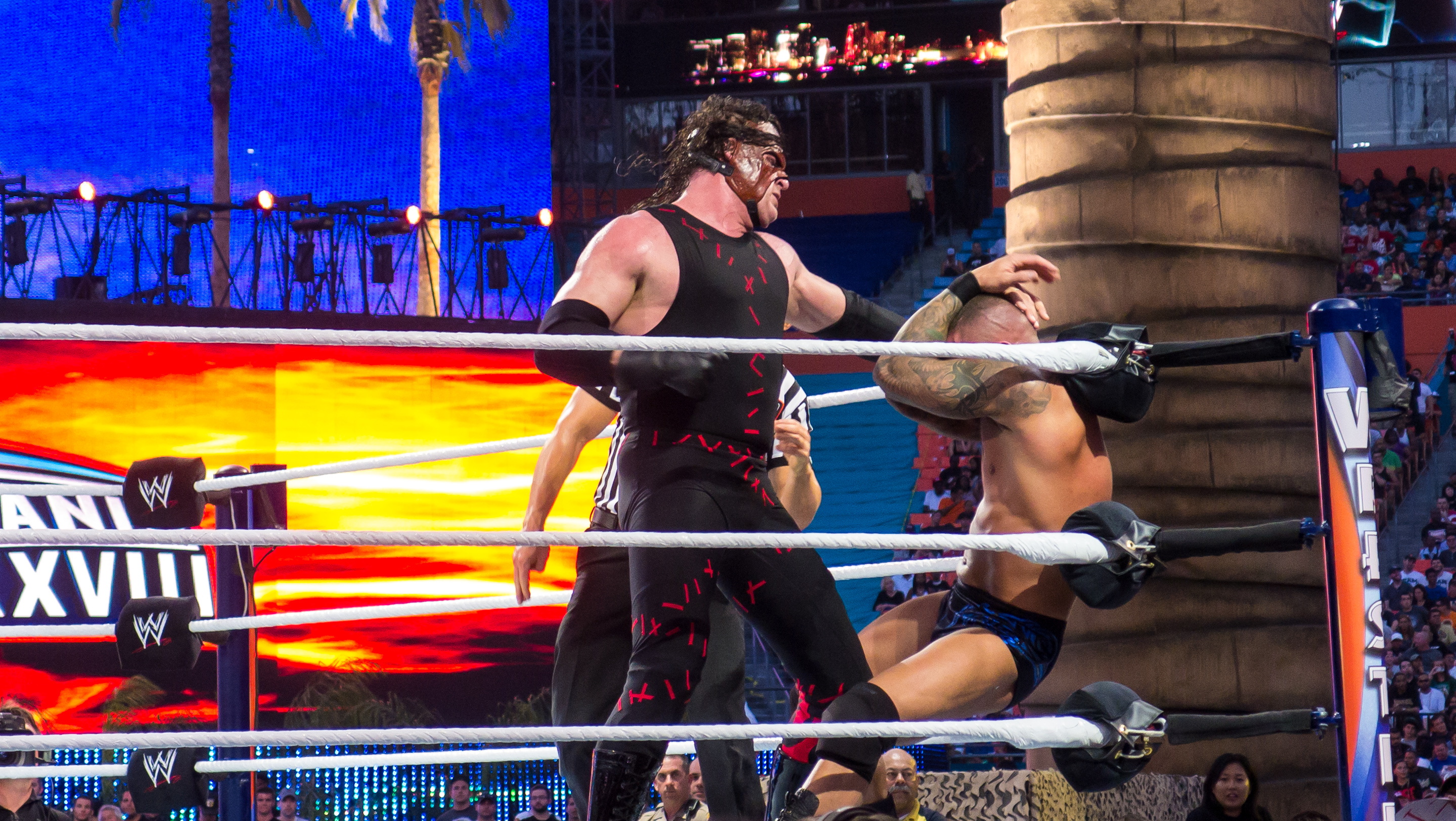
Kane vs. Randy Orton a WrestleMania XXVIII (2012)

Alla Royal Rumble 2013, il Team Hell No difese con successo il titolo contro il Team Rhodes Scolars; Kane partecipò inoltre al Royal Rumble match entrando con il numero ventiquattro, ma venne eliminato da Bryan, a sua volta eliminato da Kane. Nella puntata di Raw dell'11 febbraio, Kane sconfisse Dolph Ziggler e conquistò l'ultimo posto nell'Elimination Chamber match che avrebbe determinato il primo sfidante per il World Heavyweight Championship, ma all'omonimo pay-per-view venne eliminato per secondo da Mark Henry. A WrestleMania 29, il Team Hell No sconfisse Ziggler e Big E Langston in un'altra difesa titolata. Il Team Hell No riprese la rivalità con lo Shield dopo aver salvato The Undertaker da un attacco, ma nella puntata di Raw del 22 aprile, i tre furono sconfitti dallo Shield a causa dello schienamento subito da Bryan. Ad Extreme Rules, il regno da campioni del Team Hell No giunse alla fine dopo 245 giorni in un tornado tag team match contro i Seth Rollins e Roman Reigns. Nella puntata di SmackDown del 14 giugno, i due, insieme a Randy Orton conclusero la striscia di imbattibilità negli show televisivi dello Shield. Kane sfidò senza successo Dean Ambrose per lo United States Championship a Payback e la notte seguente a Raw.
Nella puntata di Raw dell'8 luglio, Kane venne attaccato e infortunato (kayfabe) dalla debuttante Wyatt Family; ciò lo costrinse a saltare Money in the Bank. Tornò tre settimane dopo, perdendo contro Daniel Bryan; al termine del match venne nuovamente attaccato dalla Wyatt Family: ciò portò a un Ring of Fire match a SummerSlam tra il Big Red Monster e Bray Wyatt, che vinse il match grazie alle interferenze di Luke Harper e Erick Rowan. Al termine del match, subì un ulteriore attacco della Family, che lo trascinò con sé fuori dall'arena; questo angle fu messo in atto per permettere a Jacobs di prendersi del tempo libero per le riprese del film Il collezionista di occhi 2, seguito de Il collezionista di occhi.

#### Director of Operations (2013–2015)

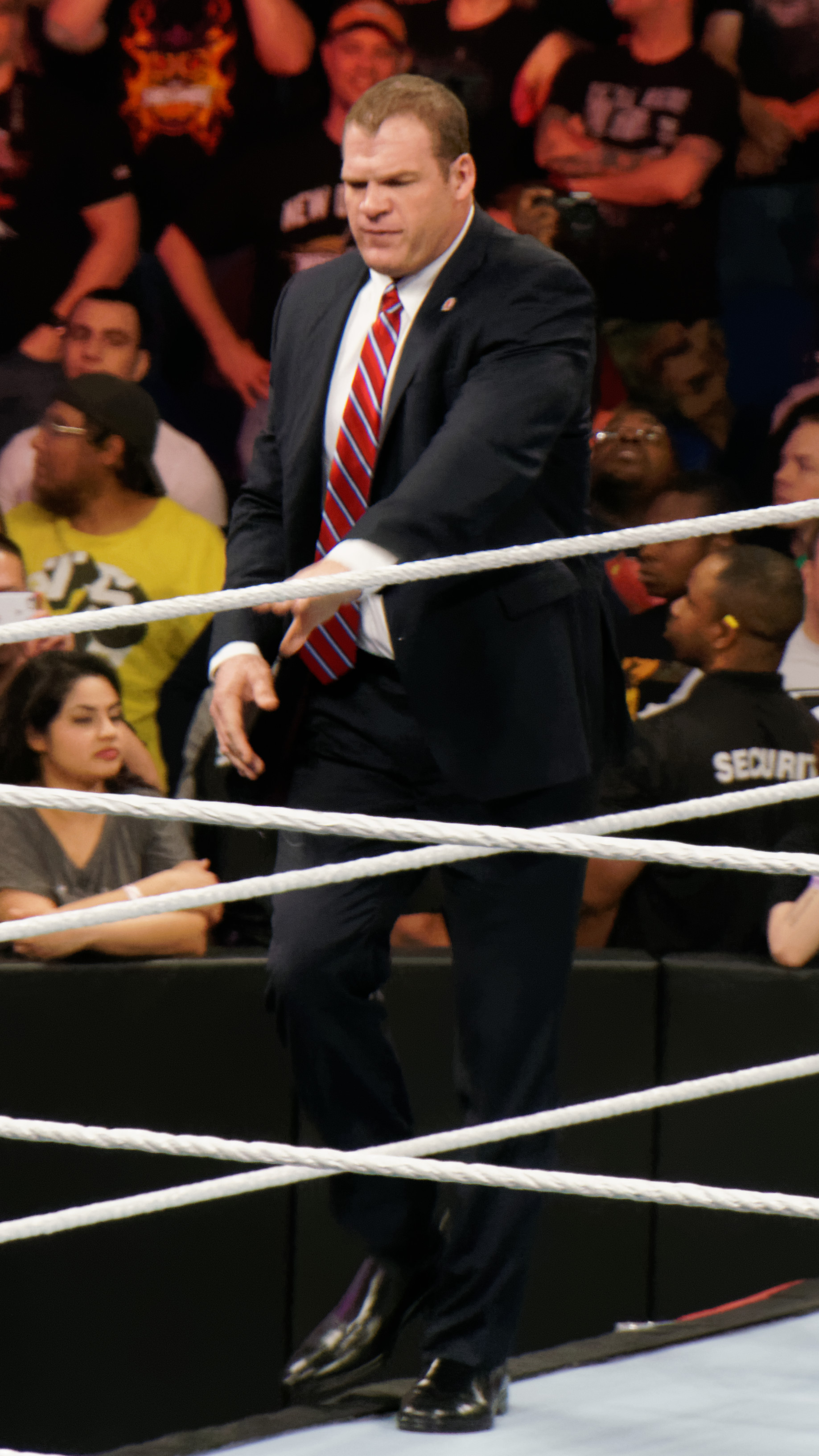
Kane nel 2014 come Director of Operations

Fece il suo ritorno a Hell in a Cell, dove attaccò la Wyatt Family. Nella puntata successiva di Raw, Kane si alleò con Stephanie McMahon, a cui consegnò la sua maschera, tornando ad essere heel; la settimana seguente confermò la sua lealtà, aiutando i membri dell'Authority. Come parte del suo cambiamento di personaggio, apparve senza maschera, indossando un abito elegante e una cravatta per adattarsi all'ideologia corporativa dell'Authority, venendo nominato inoltre "Director of Operations" ("direttore delle operazioni"). Alla Royal Rumble 2014, prese parte al Royal Rumble match, ma venne eliminato da CM Punk, ma si vendicò eliminandolo verso la fine del match. Prese parte alla rivalità tra l'Authority e Daniel Bryan, che affrontò nella puntata di Raw del 17 febbraio, infortunandolo a un braccio, e a cui costò l'Elimination Chamber match contro Randy Orton nell'omonimo pay-per-view.
Dopo WrestleMania XXX, dove perse insieme ai New Age Outlaws contro lo Shield, fu rimproverato da Stephanie McMahon e gli fu intimato di tornare ad essere il "Big Red Monster" che era prima. La settimana seguente, indossò ancora una volta la sua maschera e fu decretato primo sfidante per il WWE World Heavyweight Championship di Daniel Bryan, che Kane attaccò più volte insieme alla moglie Brie Bella provocando anche un grave infortunio al primo per aver inflitto tre Tombstone Piledriver, una all'esterno del ring, una sul tavolo dei commentatori e una sui gradoni d'acciaio, ma ad Extreme Rules, perse l'Extreme Rules match. A Money in the Bank, aiutò Seth Rollins a vincere il Money in the Bank ladder match, ma non riuscì a vincere il WWE World Heavyweight Championship in un ladder match, che fu vinto da John Cena. A Battleground, lottò nel fatal four-way match per il titolo insieme a John Cena (campione in carica), Randy Orton e Roman Reigns, ma fu schienato dal campione.
Nella puntata di Raw del 5 agosto, dopo aver perso un Last Man Standing match contro Roman Reigns, consegnò nuovamente la maschera a Stephanie McMahon e nella successiva puntata di Raw, tornò al suo ruolo dirigenziale. Alle Survivor Series, combatté per il Team Authority contrapposto al Team Cena, ma venne eliminato da Dolph Ziggler, che vinse poi il match, grazie anche all'intervento del debuttante Sting. A causa di questa sconfitta, l'Authority venne privata del potere e Kane perse il suo incarico dirigenziale. A TLC, perse contro Ryback in un chairs match Nella puntata di Raw del 28 dicembre, John Cena – sotto ricatto – fece tornare al potere l'Authority e Kane riassunse la sua carica. Nell'annuale Royal Rumble match, entrò con il numero ventiquattro ed eliminò quattro wrestler, battendo il record di eliminazioni totali nel Royal Rumble match precedentemente detenuto da Shawn Michaels, prima di essere eliminato dal vincitore Roman Reigns. A Fastlane, Kane, Big Show e Seth Rollins sconfissero Dolph Ziggler, Erick Rowan e Ryback A WrestleMania 31, prese parte alla André the Giant Memorial Battle Royal, ma venne eliminato da Cesaro.
Il mese di aprile fu segnato da diverse tensioni con Rollins, ma ciò non impedì a Kane la permanenza nell'Authority. Ad Extreme Rules, fu nominato gatekeeper ("guardiano della porta") nello Steel Cage match per il WWE World Heavyweight Championship tra Seth Rollins e Randy Orton, che il primo vinse fuggendo dalla gabbia. A Payback, aiutò Rollins a mantenere il titolo in un fatal four-way match contro Dean Ambrose, Randy Orton e Roman Reigns. Riconciliatosi con Rollins, lo accompagnò sul ring a Elimination Chamber, interferendo a suo favore nel match contro Dean Ambrose. Prese poi parte al Money in the Bank ladder match dell'omonimo pay-per-view, ma non riuscì a conquistare la valigetta. Nella puntata di Raw del 25 giugno, insieme a Rollins, attaccarono Brock Lesnar, riuscendo ad avere la meglio; a causa di ciò, Rollins lo premiò con una vacanza alle Hawaii, ma nella puntata di Raw del 13 luglio, in cui fece il suo ritorno, Kane fu attaccato e infortunato a una caviglia (kayfabe) dal rientrante Brock Lesnar, per poi essere colpito anche da Rollins. L'infortunio fu concepito per permettere a Jacobs di prendere parte alle riprese di Countdown - Conto alla rovescia, film in cui avrebbe interpretato uno dei protagonisti.

#### Il ritorno di "Demon" Kane e varie faide (2015–2017)

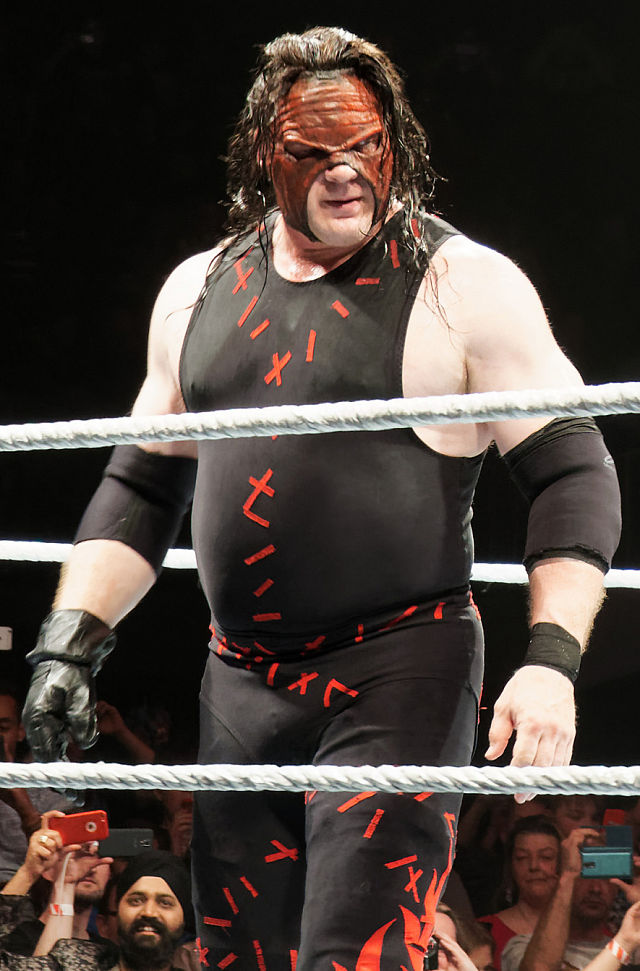
Kane durante un house show del 2016

Kane fece il suo ritorno indossando la maschera a Night of Champions: dopo la fine del match tra Seth Rollins e Sting valido per il WWE World Heavyweight Championship, Sheamus tentò di incassare il Money in the Bank Contract, ma Kane colpì lui e Rollins con la Chokeslam, per poi eseguire sul campione una Tombstone Piledriver. Nella puntata di Raw del 5 ottobre, Stephanie McMahon annunciò che Rollins avrebbe difeso il WWE World Heavyweight Championship contro "Demon" Kane a Hell in a Cell; inoltre se Kane avesse perso avrebbe perso il suo incarico dirigenziale. Kane perse e quindi abbandonò il suo ruolo. Nella puntata di Raw del 26 ottobre, mentre Bray Wyatt e la Wyatt Family si vantavano del rapimento di The Undertaker avvenuto la sera prima, Kane intervenne per vendicarsi, ma ebbe la peggio e fu rapito. Nella puntata di Raw del 9 novembre, si riunì nuovamente a The Undertaker, riformando i Brothers of Destruction e attaccando tutti i membri della Wyatt Family: ciò portò a un tag team match alle Survivor Series, dove i Brothers of Destruction sconfissero Bray Wyatt e Luke Harper. Prese poi parte alla Royal Rumble 2016, entrando con il numero sette ed eliminando R-Truth, per poi essere eliminato da Braun Strowman. Avviò successivamente una nuova faida con la Wyatt Family: fu sconfitto da Bray Wyatt a Raw del 25 gennaio, ma tornò a Raw il 15 febbraio, salvando Ryback e Big Show dalla Family. A Fastlane, Ryback, Big Show e Kane sconfissero Erick Rowan, Luke Harper e Braun Strowman, accompagnati da Bray Wyatt.
A WrestleMania 32, partecipò alla terza edizione annuale dell'André the Giant Memorial Battle Royal, ma fu eliminato per ultimo da Baron Corbin. Durante la Draft Lottery, svoltasi nella puntata di SmackDown del 19 luglio, fu la trentaquattresima scelta e la quattordicesima per quanto riguarda SmackDown. A Backlash, affrontò Bray Wyatt sostituendo Randy Orton, che era stato attaccato da Wyatt, sconfiggendolo grazie all'intervento di The Viper. Nella puntata di SmackDown del 25 ottobre, durante il match tra Kane e Wyatt, Orton lo tradì attaccandolo con una RKO, permettendo a Wyatt di vincere. La settimana successiva a SmakcDown, venne sconfitto da Orton in un no disqualification match in seguito all'interferenza di Wyatt. Sconfisse Luke Harper nel kick-off delle Survivor Series e nella rivincita svoltasi il 22 novembre a SmackDown.
In seguito Jacobs chiese alla WWE del tempo libero per curarsi da alcuni piccoli infortuni e per preparare la candidatura a sindaco della contea di Knox, Tennessee.

#### Apparizioni sporadiche (2017–presente)
Nella puntata di Raw del 16 ottobre 2017, fece il suo ritorno sbucando dal ring e attaccò Roman Reigns, permettendo a Braun Strowman di vincere lo steel cage match e si unì al team di The Miz per TLC: Tables, Ladders & Chairs, compiendo un turn heel per la prima volta dal 2015. All'evento, Kane, Strowman, Miz, Cesaro e Sheamus persero un 5-on-3 Handicap Tables, Ladders and Chairs match contro Kurt Angle, Dean Ambrose e Seth Rollins. La notte seguente a Raw, sconfisse Finn Bálor Nella puntata di Raw dell'11 dicembre il match tra Kane e Braun Strowman per determinare lo sfidante al WWE Universal Championship di Brock Lesnar alla Royal Rumble 2018 terminò in doppio count-out, ottenendo così il diritto di affrontare il campione in un match titolato. Il 28 gennaio all'evento, prese parte ad un Triple Threat match per il titolo che includeva sia Strowman che il campione Lesnar, che vinse l'incontro. Nella puntata di Raw del 29 gennaio fu sconfitto da Braun Strowman in un Last Man Standing match di qualificazione all'Elimination Chamber match dell'omonimo pay-per-view. Dopo una breve pausa, il 19 marzo tornò in scena aggredendo John Cena, che aveva lanciato una sfida per WrestleMania 34 ad Undertaker. Nell'edizione di Raw successiva, fu sconfitto dal bostoniano in un No Disqualification match.

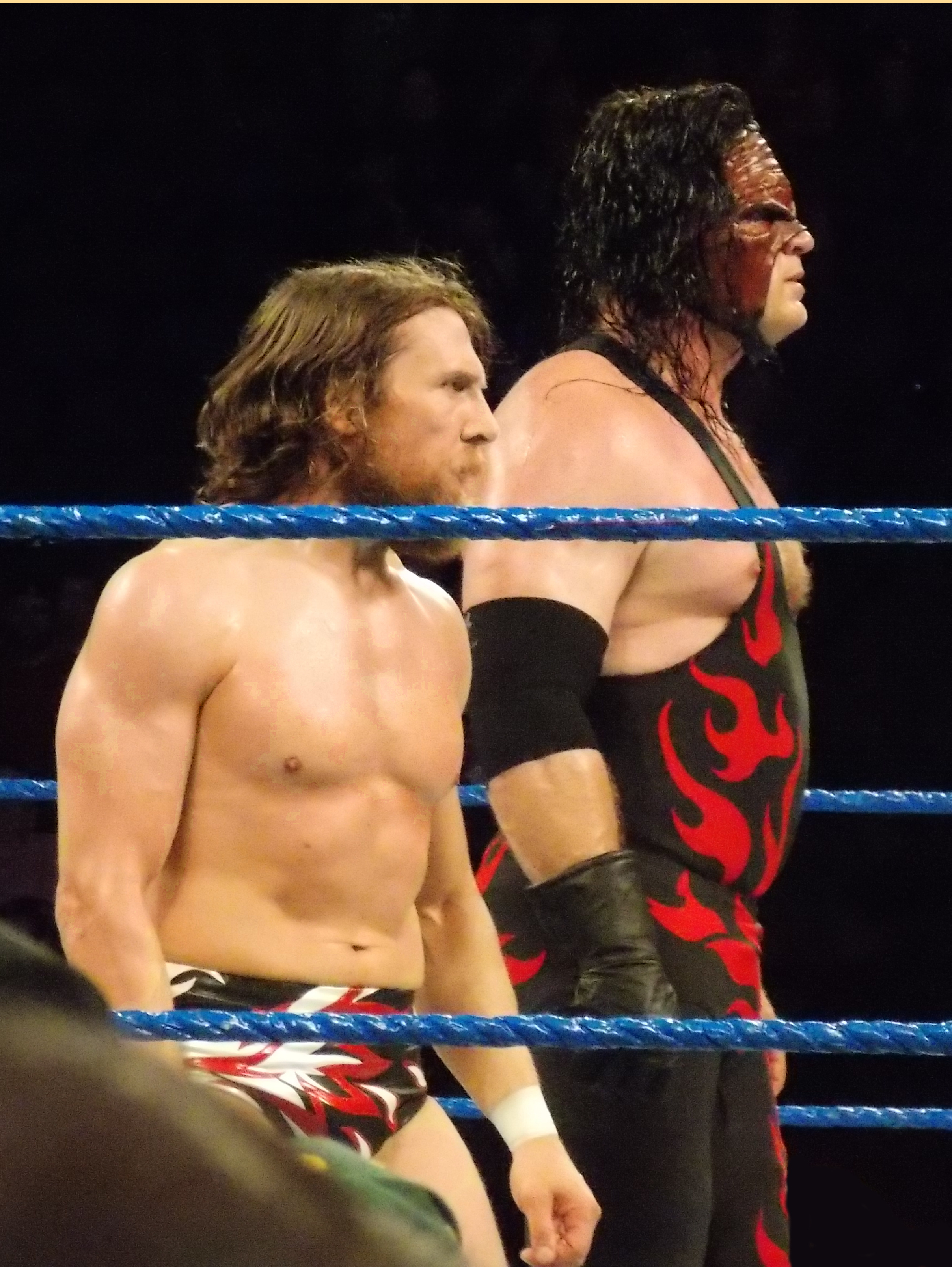
Daniel Bryan e Kane nel 2018

L'8 aprile, nel Kick-off di WrestleMania 34, partecipò all'annuale André the Giant Memorial Battle Royal ma fu eliminato da Baron Corbin.
Tornò dopo un periodo di assenza nella puntata di SmackDown del 26 giugno dove soccorse il suo ex-alleato Daniel Bryan durante il match contro Harper (vinto da Bryan per squalifica a causa dell'intervento di Rowan); i due, dunque, riformarono il Team Hell No. Il 15 luglio, ad Extreme Rules, il Team Hell No affrontò i Bludgeon Brothers per il WWE SmackDown Tag Team Championship ma furono sconfitti. Nell'episodio di SmackDown tenutosi prima dell'evento, Kane subì un infortunio reale al tallone che lo costrinse a combattere brevemente durante l'incontro e che lo tenne fuori dalle scene per un po'.
Il 6 ottobre 2018 a Melbourne in Australia, accompagnò The Undertaker nel suo match contro Triple H a Super Show-Down, vinto da quest'ultimo. Al termine del match, dopo un iniziale stretta di mano, i due attaccarono sia Triple H che Shawn Michaels. Il 2 novembre, a Crown Jewel, i due tag team si sfidarono in un match che vide vincitori la D-Generation X.
Nella puntata di Raw del 16 settembre 2019, nelle vesti di sindaco e col suo vero nome, schienò R-Truth in un campo da football conquistando il 24/7 Championship ma lo perse subito dopo per mano dello stesso R-Truth. Nella stessa sera apparve con la maschera e il ring attire da demone, dove salvò il suo vecchio alleato Seth Rollins da Robert Roode e altri, ma fu in seguito attaccato da Bray Wyatt. Tornò nuovamente a SmackDown il 17 gennaio 2020 dove, come complice di Daniel Bryan, tese una trappola a Wyatt.
Ritornò il 22 novembre 2020 alle Survivor Series, dove rese omaggio a The Undertaker nel giorno del suo addio alle competizioni
Il 31 gennaio 2021 partecipò alla Royal Rumble. Entrò col numero 18 e dopo aver eliminato Dolph Ziggler e Ricochet, fu eliminato da Damian Priest.
Il 24 marzo 2021 durante la puntata di WWE The Bump, Kane in collegamento video fu raggiunto da The Undertaker e quest'ultimo annunciò la sua introduzione nella WWE Hall of Fame, cerimonia che avvenne la sera prima di WrestleMania 37.

## Infortuni subiti
La carriera di Kane non è stata segnata da grandi infortuni. Si infortunò una prima volta nell'aprile 2000 a una mano e fu costretto ad assentarsi dagli show per un breve periodo prima di ritornare il 29 maggio a Raw Is War.
I 14 aprile 2002 durante una seduta di allenamento subì un secondo più grave infortunio quando riportò uno strappo al bicipite destro. Il 16 aprile fu sottoposto a un intervento chirurgico dall'esito positivo che gli avrebbe permesso il ritorno alle scene entro quattro mesi. Dopo l'operazione si dedicò a esercizi di riabilitazione per i successivi mesi e il 21 giugno affermò durante una trasmissione radio a Cleveland che sarebbe tornato al lavoro entro sei settimane. Il recupero dall'infortunio durò fino al 2 agosto, permettendogli di tornare sul ring il 26 agosto a Raw.

## Carriera da attore
Nel marzo 2002 partecipò a un'edizione speciale del telequiz americano The Weakest Link con altri wrestler della WWE: Jacobs (presentatosi con la maschera e il ring attire di Kane) vinse nel round finale contro Bubba Ray Dudley e donò il denaro vinto al St. Jude Children's Research Hospital di Memphis.
Nel 2004, per un breve periodo, lasciò le scene della WWE per girare il film Il collezionista di occhi (See No Evil), in cui ricoprì il ruolo del protagonista, il serial killer Jacob Goodnight. Il film uscì il 19 maggio 2006 nelle sale statunitensi, ma non riscosse molto successo, totalizzando su Rotten Tomatoes l'8% di recensioni positive. Recitò anche nell'episodio 17 della sesta stagione della serie televisiva Smallville, in cui interpretò Titan, insieme alla collega Ashley Massaro. Nel 2010 interpretò un breve cameo nel film MacGruber di Jorma Taccone, insieme ai colleghi Chris Jericho, MVP, The Great Khali, Big Show e Mark Henry. Nel 2014, dopo aver dato la voce ad una versione animata di Kane in Scooby-Doo! e il mistero del wrestling tornò nei panni di Jacob Goodnight nel sequel Il collezionista di occhi 2 L'anno successivo prese parte al film Countdown - Conto alla rovescia, prodotto dai WWE Studios, al fianco del collega Dolph Ziggler.

## Carriera politica

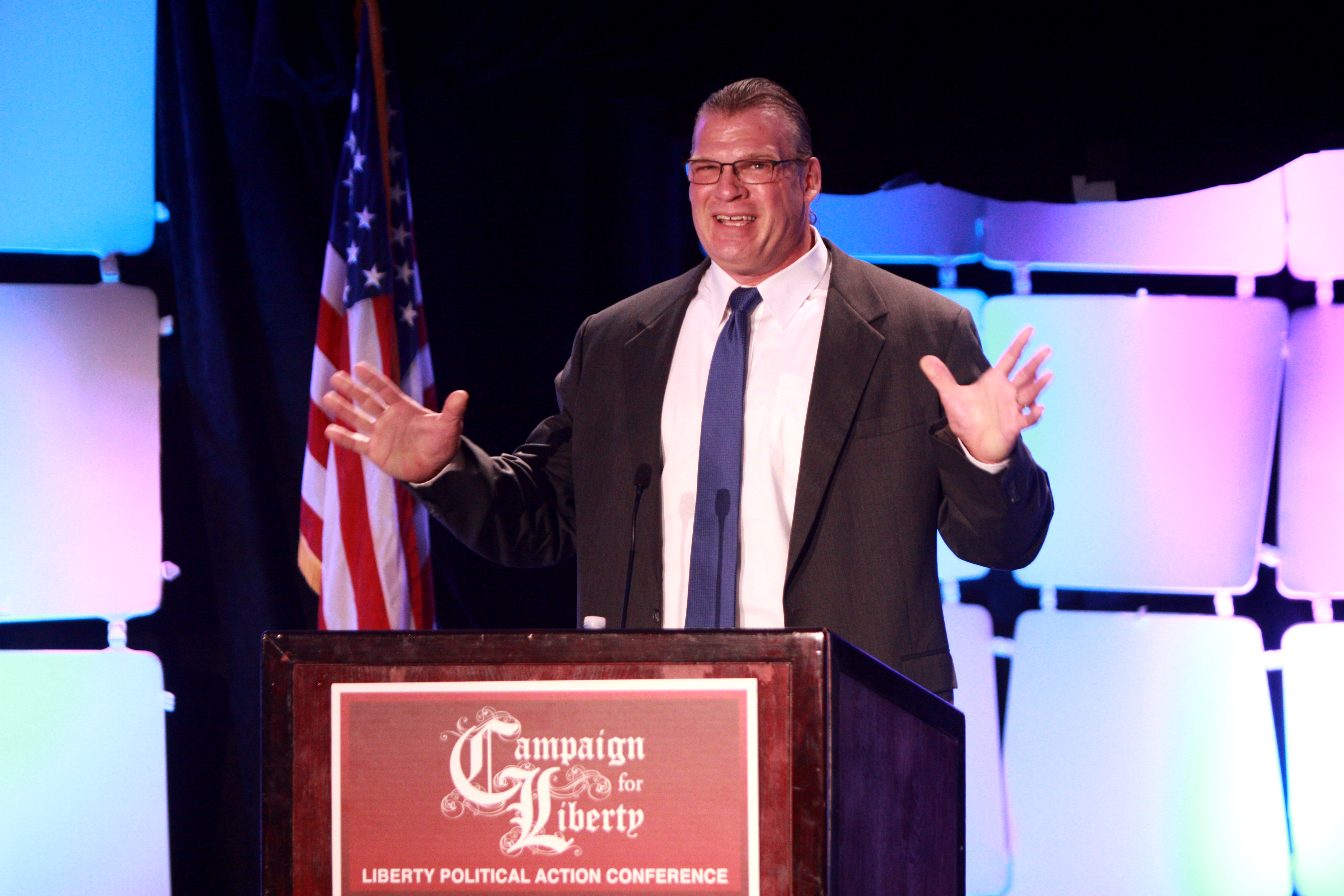
Glenn Jacobs durante il suo discorso alla Liberty Political Action Conference nel 2013

Si definisce come libertariano e dal 16 marzo 2007 al 13 marzo 2008, presentò un podcast intitolato The Tiny Political Show con lo pseudonimo "Citizen X", che utilizzò anche nel blog da lui gestito chiamato The Adventures of Citizen X dal 2007 al 17 luglio 2011.
Nel 2008 sostenne la candidatura di Ron Paul alla presidenza degli Stati Uniti d'America. Jacobs è inoltre membro dell'organizzazione libertariana Free State Project e nel 2009 tenne discorsi al New Hampshire Liberty Forum e al Ludwig von Mises Institute. In un'intervista rilasciata a Thomas Woods dichiarò di ispirarsi a Woods stesso, Ron Paul, John Stossel, Peter Schiff e Murray Rothbard, definendosi un rothbardiano teorico, consapevole del fatto che non si realizzerà mai una società senza stato nell'arco della sua vita. Nel 2014 fu nominato tra i possibili sfidanti di Lamar Alexander alle primarie repubblicane per scegliere il candidato al seggio da senatore del Tennessee, ma successivamente smentì la possibile candidatura.
Nel maggio 2016, dichiarò che stava "seriamente considerando" di candidarsi a sindaco della Contea di Knox, Tennessee nel 2018, ma che avrebbe preso una decisione definitiva dopo le elezioni presidenziali 2016. Nel marzo 2017, annunciò ufficialmente la sua candidatura tra le file del partito repubblicano.
Il 1º maggio 2018, vinse (con uno scarto di 17 voti contro Brad Anders) le primarie repubblicane e sfidò la candidata democratica Linda Haney. Il 2 agosto 2018, vinse le elezioni, venendo quindi eletto sindaco con il 67% delle preferenze.
In un'intervista del 2019 rilasciata a Fox News per promuovere un suo libro, criticò l'impeachment a carico del presidente Donald Trump, affermando che il Partito Democratico, portando avanti l'inchiesta, stava creando ulteriori divisioni all'interno del paese.
Il 23 marzo 2021 annunciò l'intenzione di ricandidarsi per un secondo mandato e il 4 agosto successivo fu rieletto con il 55,28% delle preferenze.

## Vita privata
Jacobs è sposato dal 23 agosto 1995 con Crystal Maurisa Goins, che al momento del matrimonio aveva due figlie, avute da una precedente relazione.
Nel 2014, insieme alla moglie, aprì un'agenzia assicurativa a Knoxville, nel Tennessee, chiamata The Jacobs Agency.

## Risultati elettorali
| Stato | Stati Uniti   |                      |                      |                      |
| \| \| \| \| \| \| \| Candidati \| Candidati \| Glenn Jacobs \| Brad Anders \| Bob Thomas \| \| Partito \| Partito \| Partito Repubblicano \| Partito Repubblicano \| Partito Repubblicano \| \| Voti \| 14,633 36.09% \| 14,616 36.05% \| 11,296 27.86% \| \| |               |                      |                      |                      |
| Candidato sindaco della Contea di Knox |               |                      |                      |                      |
| Glenn Jacobs |               |                      |                      |                      |
| 2014 2022 |               |                      |                      |                      |
| |               |                      |                      |                      |
| Candidati | Candidati     | Glenn Jacobs         | Brad Anders          | Bob Thomas           |
| Partito | Partito       | Partito Repubblicano | Partito Repubblicano | Partito Repubblicano |
| Voti | 14,633 36.09% | 14,616 36.05%        | 11,296 27.86%        |                      |

|           |               |                      |                      |                      |
| Candidati | Candidati     | Glenn Jacobs         | Brad Anders          | Bob Thomas           |
| Partito   | Partito       | Partito Repubblicano | Partito Repubblicano | Partito Repubblicano |
| Voti      | 14,633 36.09% | 14,616 36.05%        | 11,296 27.86%        |                      |

| Stato | Stati Uniti   |               |             |  |
| \| \| \| \| \| \| \| Candidati \| Candidati \| Glenn Jacobs \| Linda Haney \| \| \| Partiti \| Partiti \| Repubblicano \| Democratico \| \| \| Voti \| 51,804 66.39% \| 26,224 33.61% \| \| \| |               |               |             |  |
| Sindaco uscente |               |               |             |  |
| Tim Burchett (Partito Repubblicano) |               |               |             |  |
| 2014 2022 |               |               |             |  |
| |               |               |             |  |
| Candidati | Candidati     | Glenn Jacobs  | Linda Haney |  |
| Partiti | Partiti       | Repubblicano  | Democratico |  |
| Voti | 51,804 66.39% | 26,224 33.61% |             |  |

|           |               |               |             |  |
| Candidati | Candidati     | Glenn Jacobs  | Linda Haney |  |
| Partiti   | Partiti       | Repubblicano  | Democratico |  |
| Voti      | 51,804 66.39% | 26,224 33.61% |             |  |

## Personaggio

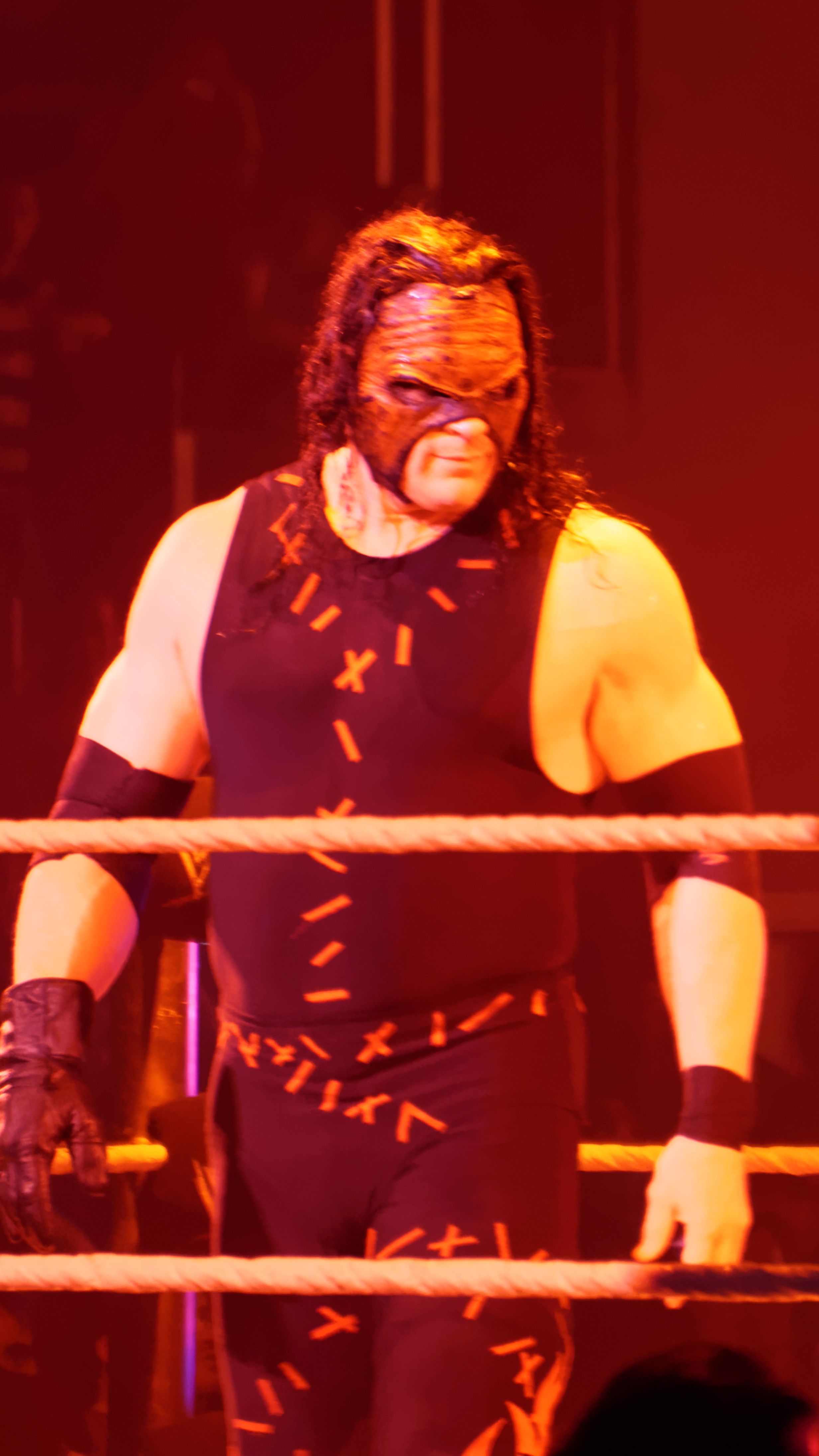
"Demon" Kane

Al suo debutto nel 1997 secondo la storyline Kane era il fratellastro di The Undertaker, di cui cercava di vendicarsi. Era un mostro che non parlava mai e dotato di una forza impressionante che lo portò a sconfiggere wrestler del calibro di Steve Austin, Triple H e lo stesso Undertaker. Nel 2002 affrontò uno dei periodi più imbarazzanti della sua carriera, quando fu coinvolto in una storia che prevedeva lo stupro di un manichino rappresentante la salma di Katie Vick, donna amata da Kane, da parte di Triple H, che avrebbe indossato durante la violenza la maschera di Kane per calunniarlo. Nel 2003 lo stesso Jacobs chiese di potersi togliere la maschera per poter interagire meglio con il pubblico. Da quel momento Kane divenne uno psicopatico paranoico e cominciò ad attaccare chiunque gli capitasse sotto tiro.
Successivamente, si alternò tra varie rivalità e alleanze fino a quando nel dicembre 2011 ritornò da un infortunio subito da Mark Henry con una nuova maschera e iniziò una faida con John Cena, tornando a essere un personaggio dominante e inarrestabile. Ritornò a avere un ruolo comico quando fu messo in coppia con Daniel Bryan. Nel novembre 2013 si unì all'Authority, togliendosi nuovamente la maschera e apparendo in abiti eleganti come "Director of Operations". Nella puntata di Raw del 14 aprile 2014 dopo un rimprovero di Stephanie McMahon a causa delle sue recenti sconfitte, tornò a utilizzare la sua maschera e la settimana successiva attaccò il WWE World Heavyweight Champion Daniel Bryan, tornando a interpretare il ruolo del Big Red Monster. Nella puntata di Raw del 5 agosto 2014 dopo aver perso un Last Man Standing match contro Roman Reigns consegnò nuovamente la maschera a Stephanie McMahon. Nella successiva puntata di Raw, tornò al ruolo di direttore delle operazioni.
Nell'aprile 2015 cominciò a distaccarsi dall'Authority, ribellandosi a Seth Rollins, senza tuttavia compiere la definitiva separazione dal gruppo. A Payback dopo l'aggiunta della stipulazione che se Rollins non avesse mantenuto il titolo sarebbe stato licenziato dal ruolo di direttore delle operazioni, lo aiutò a mantenere il titolo, ricucendo i rapporti. Nel giugno 2015 aiutò ancora una volta Rollins in un pestaggio ai danni di Brock Lesnar, ma alcune settimane più tardi fu infortunato alla caviglia (kayfabe) da Lesnar e colpito dallo stesso Rollins. Tornò nuovamente con la maschera, vendicandosi di Rollins al termine dell'incontro tra quest'ultimo e Sting svoltosi a Night of Champions.
Kane è considerato uno dei wrestler più sottovalutati della WWE, ma la sua importanza e la sua fedeltà alla compagnia sono ritenute inestimabili, tanto da valergli la definizione di "collante del roster".

### Mosse finali
- Come Diesel

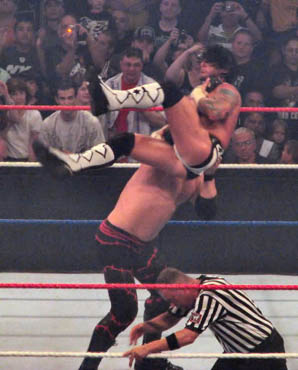
Kane effettua la chokeslam su CM Punk

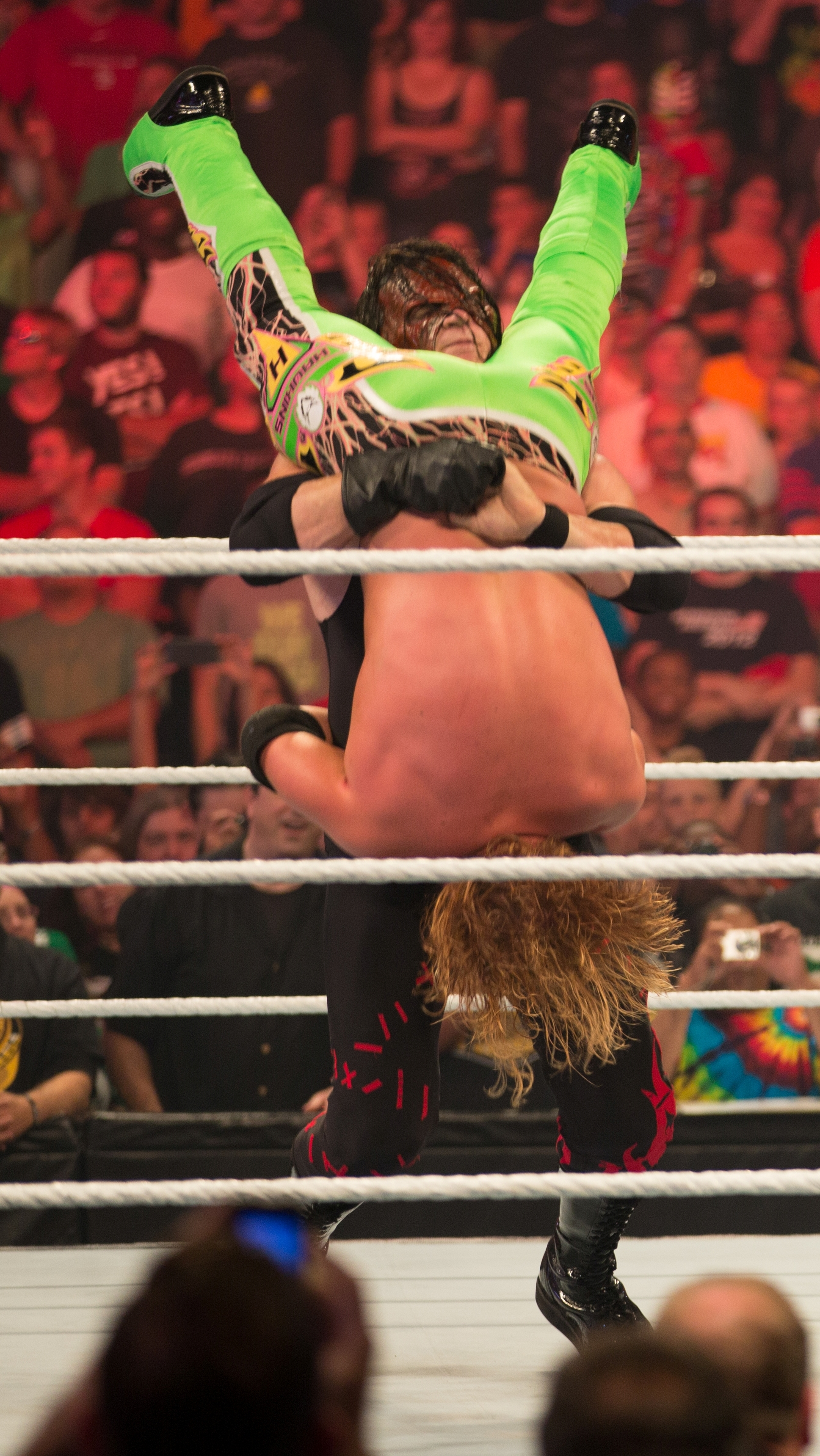
Kane esegue la Tombstone Piledriver su Curt Hawkins

  - Jackknife Powerbomb (Sheer-drop release powerbomb)[321]
- Come Isaac Yankem
  - DDS (Snap DDT)[322][322]
- Come Kane
  - Chokeslam from Hell / Chokeslam[8][322]
  - Tombstone Piledriver (Kneeling reverse piledriver)[8][322]

### Soprannomi
- "The Big Red Machine"[323]
- "The Big Red Monster"[323]
- "Corporate Demon"[324]
- "The Corporate Monster"[325]
- "The 7 Foot Monster"[326]
- "The Demon"[327]
- "The Devil's Favorite Demon"[327]
- "The Devil's Favorite Director of Operations"[328]
- "Mr. Money in the Bank"[329][330]

### Wrestler allenati
- Abu Blackman[331]
- Emily Andzulis[332]
- Kenzie Paige[333]
- Mitchell Lavalley[334]

## Titoli e riconoscimenti
- Pro Wrestling Illustrated

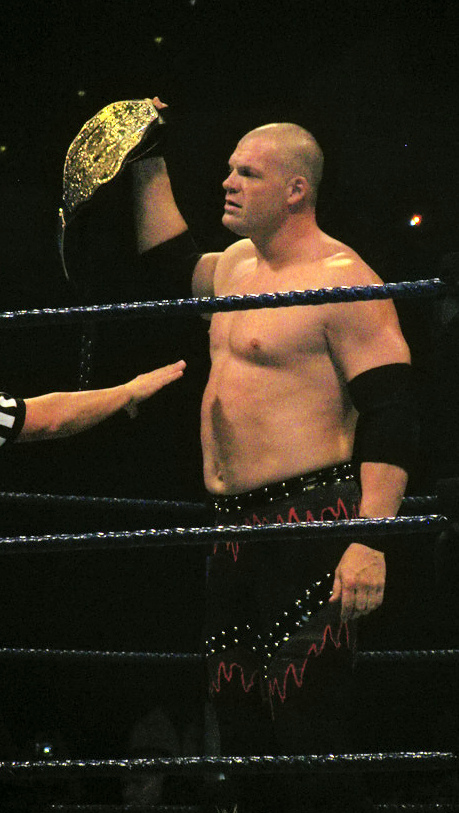
Kane con il World Heavyweight Championship, titolo che ha detenuto una volta con un regno durato 154 giorni

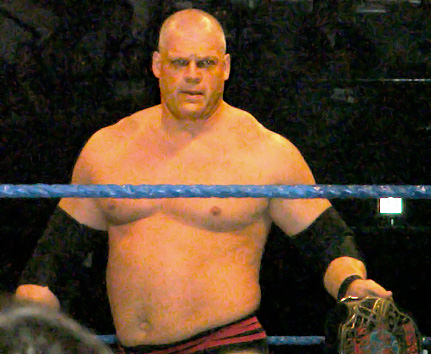
Kane con l'ECW Championship, titolo che ha detenuto una volta con un regno durato 91 giorni

  - Feud of the Year (2013) - con Daniel Bryan; come membro dell'Authority[335][336]
  - Most Hated Wrestler of the Year (2013) - come membro dell'Authority[335][336]
  - Tag Team of the Year (1999) - con X-Pac[335][337]
  - 4º tra i 500 migliori wrestler singoli nella PWI 500 (2011)[338]
  - 186º tra i 500 migliori wrestler singoli nella PWI Years (2003)[339]
- Rolling Stone
  - Most Underappreciated Performer (2015)[340]
- Smoky Mountain Wrestling
  - SMW Tag Team Championship (1) – con Al Snow[37]
- United States Wrestling Association
  - USWA Heavyweight Championship (1)[341]
- World Wrestling Federation/Entertainment
  - World Tag Team Championship[Nota 3] (9)[342] – con Big Show (1), The Hurricane (1), Mankind (2), Rob Van Dam (1), The Undertaker (2) e X-Pac (2)
  - WWE Intercontinental Championship (2)[343]
  - WWE Tag Team Championship (2)[344][345] – con Big Show (1) e Daniel Bryan (1)
  - ECW Championship (1)[24]
  - WCW Tag Team Championship[Nota 4] (1)[27] – con The Undertaker
  - WWE 24/7 Championship (1)[346]
  - WWF Hardcore Championship (1)[347]
  - WWF Championship (1)[348]
  - World Heavyweight Championship (1)[349]
  - WWE Hall of Fame (classe del 2021)[36]
  - Money in the Bank (edizione 2010)[33]
  - Bragging Rights Trophy (2009) – [350][351]
  - 8º Triple Crown Champion[352]
  - 3º Grand Slam Champion[353]
  - Slammy Award (2)[354]
    - Best Family Values (edizione 2010) - per aver picchiato Jack Swagger Sr.[355]
    - Match of the Year (edizione 2014) - Team Cena contro Team Authority alle Survivor Series 2014[356]
- WrestleCrap
  - Gooker Award (2002) - per la storyline su Katie Vic[357]
- Wrestling Observer Newsletter
  - Most Disgusting Promotional Tactic (2004) per aver ingravidato Lita[335][358]
  - Most Overrated (2010, 2014, 2015)[335][358][359][360]
  - Worst Feud of the Year (2002) - con Triple H[335][358]
  - Worst Feud of the Year (2003) - con Shane McMahon[335][358]
  - Worst Feud of the Year (2004) - con Matt Hardy e Lita[335][358]
  - Worst Feud of the Year (2007) - con Big Daddy V[335][358]
  - Worst Feud of the Year (2008) - con Rey Mysterio[335][358]
  - Worst Feud of the Year (2010) - con Edge[335][358]
  - Worst Feud of the Year (2012) - con John Cena[335][358]
  - Worst Gimmick (1996) - come "Fake" Diesel[335][358]
  - Worst Worked Match of the Year (2001) - con The Undertaker vs. KroniK ad Unforgiven 2001[335][358]
  - Worst Worked Match of the Year (2018) - con The Undertaker vs. D-Generation X a Crown Jewel 2018

## Filmografia

### Cinema
- Il collezionista di occhi (See No Evil), regia di Gregory Dark (2006)[361]
- MacGruber, regia di Jorma Taccone (2010) - cameo[362]
- Il collezionista di occhi 2  (See No Evil 2), regia di Jen e Sylvia Soska (2014)[363]
- Countdown - Conto alla rovescia (Countdown), regia di John Stockwell (2016)[364]

### Televisione
- Smallville – serie TV, episodio 6x17 (2007)[365]

### Doppiaggio
- WWE WrestleMania X8 – videogioco (2002)
- WWE Day of Reckoning – videogioco (2004)
- WWE SmackDown! vs. Raw – videogioco (2004)
- WWE Day of Reckoning 2 – videogioco (2005)
- WWE SmackDown! vs. Raw 2006 – videogioco (2005)
- WWE SmackDown vs. Raw 2007 – videogioco (2006)
- WWE SmackDown vs. Raw 2008 – videogioco (2007)
- WWE SmackDown vs. Raw 2009 – videogioco (2008)
- WWE SmackDown vs. Raw 2010 – videogioco (2009)
- WWE SmackDown vs. Raw 2011 – videogioco (2010)
- WWE '12 – videogioco (2011)
- WWE '13 – videogioco (2012)
- WWE 2K14 – videogioco (2013)
- Scooby-Doo! e il mistero del wrestling (Scooby-Doo! WrestleMania Mystery), regia di Brandon Vietti (2014)[366]
- WWE 2K15 – videogioco (2014)

### Documentari dedicati a Kane
- Kane - Viaggio all'inferno (Kane - Journey To Hell; 2006)[367]
- The Twisted, Disturbed Life of Kane (2008)[367]
- Best of WWE Volume 7 - Kane (2010)[367]
- Brothers Of Destruction - Greatest Matches (2014)[367]
- Brothers Of Destruction (2020)[368]

## Doppiatori italiani
Nelle versioni in italiano dei suoi film è stato doppiato da:
- Mario Bombardieri in Countdown - Conto alla rovescia[369]

Come doppiatore è sostituito da:
- Stefano Billi in Scooby-Doo! e il mistero del wrestling